# 台鐵DR1000型柴油客車

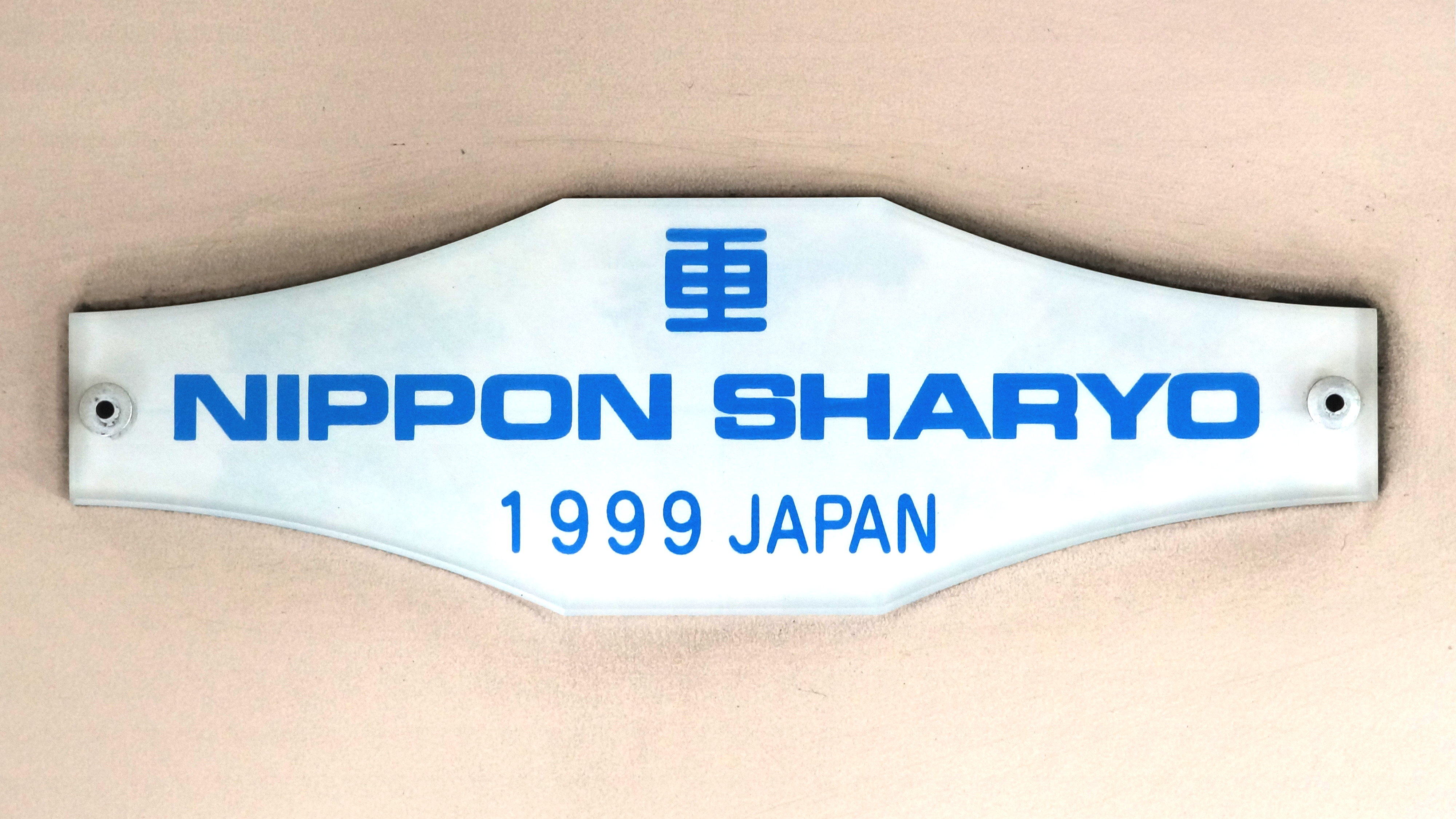
DR1000型的銘板

台鐵45DR1000型柴油客車，是臺灣鐵路管理局的柴油客車車款之一，主要運用於客運支線路線。此款車雖屬動力分散式設計，但由於可單輛運轉，被分類為機動車而非柴聯車。

## 引進概要
20世紀末期，原行駛於支線的DR2100型柴油車至DR2400型柴油車型，車齡已高達60多年，車輛老舊且無空調設備。為此，臺鐵認為需要引入新一代的冷氣柴油客車以提升支線的服務品質。於是透過「810購車計畫」，向日本車輛株式會社訂購了36輛冷氣柴油車，編為45DR1000型。同時購入的還有東部幹線用台鐵DR3100型柴聯車30輛。1998年前半年時，首批由日本製造的原型車已開始交車，並於同年12月2日正式上路；到了1999年下半年，這批新型的冷氣柴油客車已全數取代DR2100~2400型藍色柴油客車之運用，成為目前台鐵支線上的主力車種。
45DR1000型為台鐵首次特別為支線購買的車輛，與過往各支線行駛車輛均為自幹線退下之車輛不同。
由於45DR1000柴油客車因編組時可以單輛為單位進行編掛，為了與一般以組為單位編掛的柴聯車區隔，台鐵於本型車在運用上稱呼為「DRC」（Diesel Rail Car 的縮寫）

## 車輛外觀
45DR1000型車體材質採用不銹鋼製造，並且在車側也同樣有5條凸起之強化條，與DR2900~3100型柴聯車類似，車體塗裝部分則與自強號柴聯車完全相同，在車輛駕駛端面設計上，在車輛後端面多了原廠銘板外，外觀與DR3100型極為相似，車頭燈同樣為分散至左右兩個駕駛窗上方，相當有日本風格。然而其車體為配合支線縮小淨空而修改，其中車長相較於DR3100型的20274mm縮短約半公尺而為19774mm，車寬也由柴聯車的2885mm縮小為2690mm，使得本車可順利進入淨空較小的平溪線、深澳線、集集線等支線，也因車體縮小的緣故，車側車窗尺寸也比其他柴聯車來的小，部分設有無障礙盥洗室之車輛，靠後端駕駛室之側邊僅有一小窗。而在風檔設計上，本型車則是與DR3100型採用相同設計的單片式風檔，風檔固定設於車輛前端（順行端）。
因外型與DR3100型極為相似且引進初期設置坐臥兩用椅，故曾被暱稱為「小自強號」。

### 車間防墜落裝置
目前部分車輛有加裝車輛聯結處防止人員自月台處墜落軌道之車間防墜落裝置。

## 車輛構造及設備

### 引擎及傳動裝置
45DR1000型於設計當初即考慮到了台鐵支線有多數陡坡的緣故，因此出廠時即裝用大馬力的美國康明斯（Cummins）NTA855-R1 四行程350HP柴油動力引擎一具，動力連續定額可達350HP/2100rpm，最大出力更可達385HP/2100rpm。輸出之動力將經過傳動軸至液體變速機帶動車輪行駛。本車採用新潟鐵工所製造的DBSF-100C型液體變速機，其變速機有液聯位與直聯位兩種檔位供切換，液聯位主要為時速60~70公里以下使用，直聯位為70公里以上使用。至於逆轉機則採用RG-18C型。

### 發電設備
為了車內冷氣與照明所需，亦裝有Cummins 4BT 3.9L GR2型柴油引擎一具，用來驅動發電機，發出之三相440V交流電供應車內冷氣，110V電力供應車廂照明以及供給控制電源與蓄電池充電的24V直流電。每台發電機最多可轉供電力給3節車廂使用；本型車單輛已具備一組柴聯車所應有的動力及電源，在編組運用上彈性更大，亦可單節行駛。不過本型車因增加此引擎導致耗油量較柴聯車稍多。

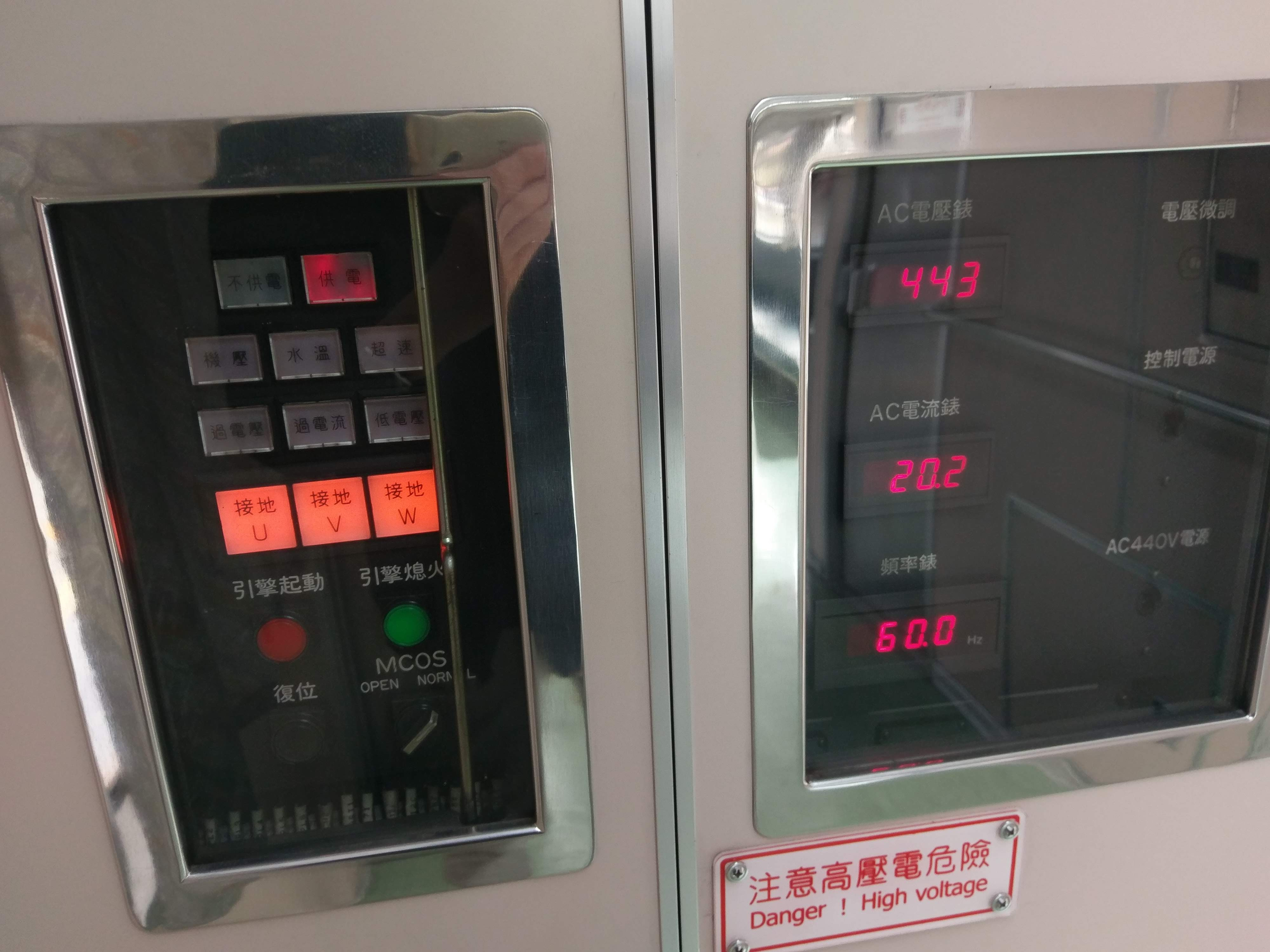
DR1000型的發電引擎送電控制配電盤

### 冷卻系統
本型車將引擎冷卻器裝置於車頂，冷卻系統感測引擎冷卻水的溫度，改變冷卻風扇迴轉數，以控制維持於引擎最佳工作溫度。因配備有電源用發電機引擎而多增加一組冷卻器，使得車內外噪音較其它柴聯車稍大。

### 動力聯控系統
本型車動力聯控系統及性能方面均與DR2800~3100型柴聯車相同，可與自強號柴聯車進行聯控運轉。

### 軔機系統 (煞車系統)
本型車採用日本納博特斯克公司製造之SMEE型電磁直通軔機，與自強號柴聯車相同，主風泵（空氣壓縮機）由引擎接出之傳動軸帶動，由於本車型因增設發電機等設備，造成車下空間不足，因此軔機等壓縮空氣系統儲氣所需的主風缸、輔助風缸等均設置於車頂上，為台鐵車輛中特殊的配置。另外DR1000型設有E動作閥，因此其軔機管路與自動空氣軔機車輛連接時，可進行階段鬆軔之操作；閘瓦材質則與DR2900~3100型相同，採用合成閘瓦，並且在每輛車都裝有BFC-F停留軔機，可作為防止車輛長時間熄火停留造成軔缸無空氣壓力導致溜逸發生危險。

### 轉向架
本型車使用日本車輛製之ND-727與ND-727T型無搖枕樑式轉向架 ，一次承懸為鋼圈軸簧並搭配油壓減震器，二次承懸則為空氣彈簧，與DR3100型相同。本型轉向架在機械構造上並未設置抗搖桿，而是直接以壓力調整閥取代，與同期日本製造之新型轉向架相同，除了行駛時確保舒適度外，在保養維修上也較為便利。

## 車輛內部

### 車內空間配置
相較於DR3100型，本型車車內寬度及天花板高度均較為狹窄。本型的內裝照明燈具上大致與DR3100型相同，車內壁板材質為美耐板，配色以粉色系為主。其客室並未與車門玄關有所區隔，而是改採開放空間之設計，另外本車型兩端均設有駕駛室。

### 排氣管配置
本型車由於設有兩具引擎，排氣管較多、冷卻散熱管線也較為複雜，加上風缸設於車頂上，因此還需增設空氣管線，因此並無法像DR3100型將排氣管隱藏在車壁的方式。因此本型車內部中央設有與DR2800～DR3000型柴聯車相同的拱門，用以容納各式管線。

### 無障礙空間
本型車車號在尾數3的倍數(DR1003、 1006 、1009 、1012 、1015 、1018、 1021、 1024、 1027 、1030 、1033)號 設有無障礙盥洗室及輪椅放置區，盥洗室空間相較於一般盥洗室更為寬大，可方便身障旅客使用。在輪椅放置區設有緊急按鈕及一個摺疊座椅，在沒有輪椅停放時可放下乘坐。

### 座椅
本型車引進之初使用坐臥兩用椅，後因站立空間不夠拆除部分靠近車門座椅，目前已改為長條椅配置以應付支線大量旅客（原保留坐臥兩用椅的DRC1035，於2022年中旬進廠檢修後，亦更改為長條椅配置）。客室內使用類似和EMU500型相同的綠色長條皮椅，但部分車輛會因彩繪主題而使用其他顏色的長條椅。值得一提的是由臺鐵公務車改造而來的DSC1001外星人彩繪車廂為一端裝設與EMU600型相似的絨布長條椅，另一端則裝設與自強號相同的坐臥兩用椅，為DR1000型中較特別的配置。

## 列車編成
可單輛行駛，亦可多輛重聯總括運轉。

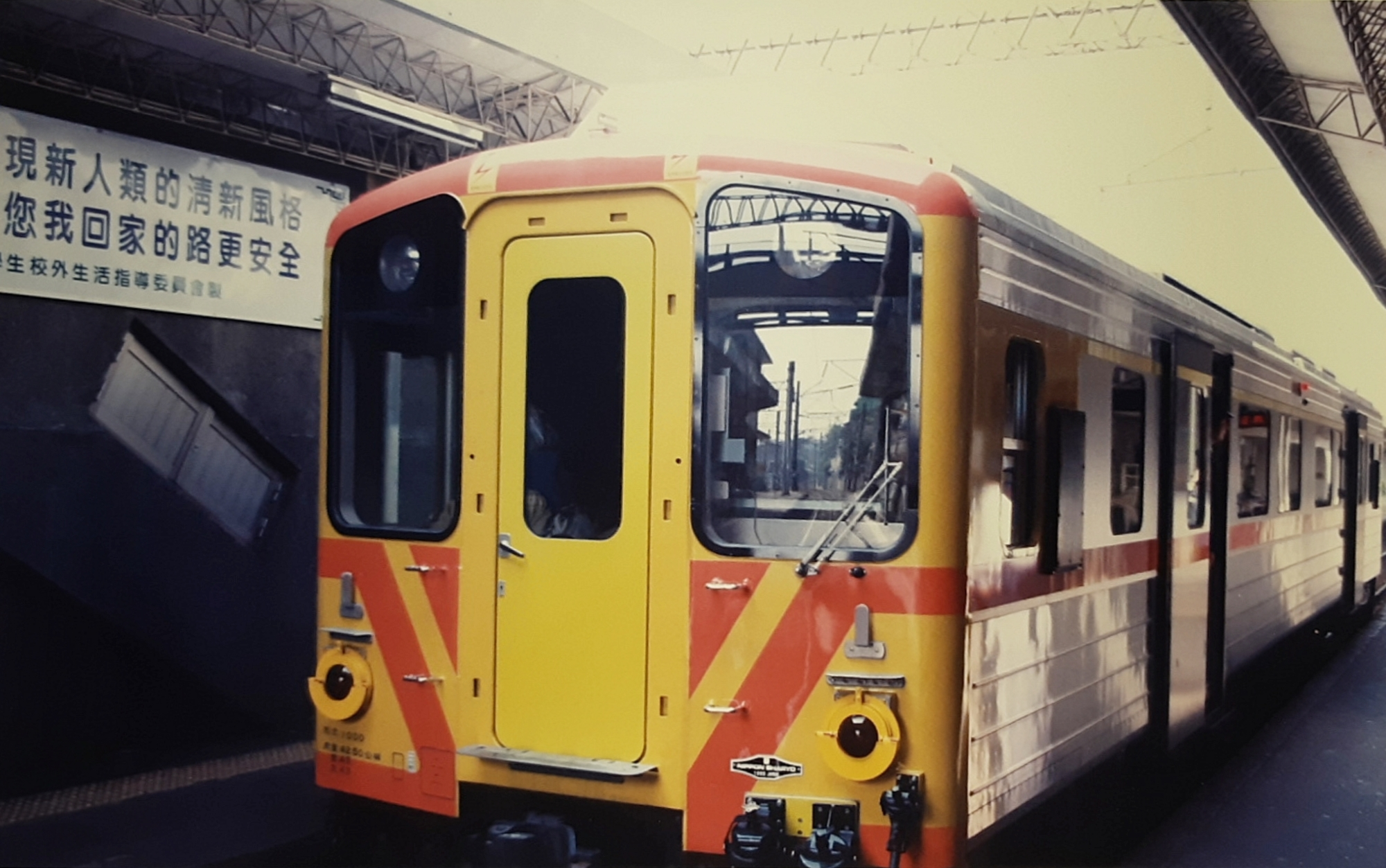
彰化站內單輛行駛的45DR1000型

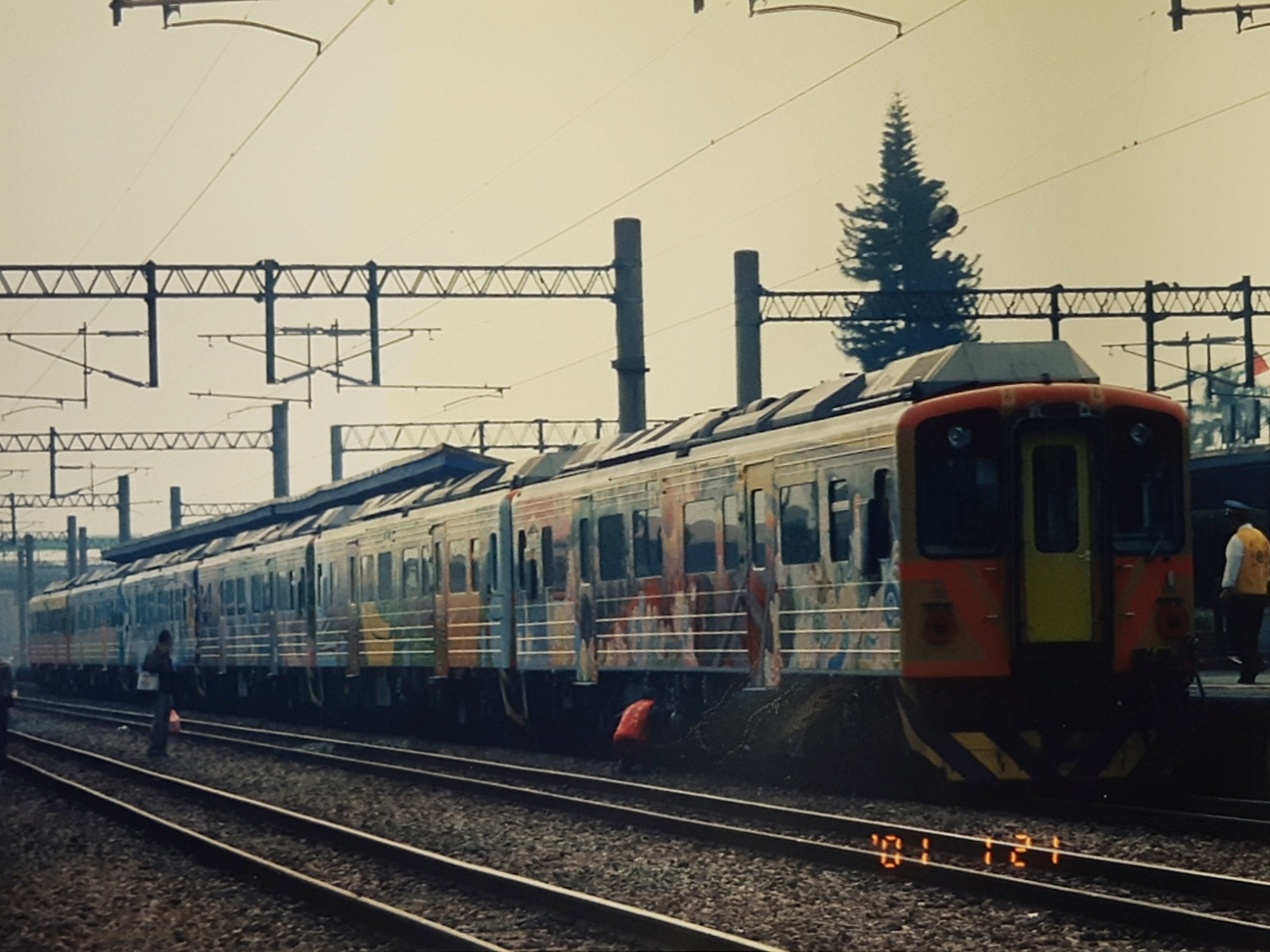
2001年1月21日，配合集集線復駛以6輛編組行駛的45DR1000型

- 現行平溪線、內灣線、集集線、深澳線的區間(快)車，平日皆以2~3輛1列行駛，逢假日時會加掛1輛，以4輛1列行駛。

## 配屬機務段及運用範圍

### 概要

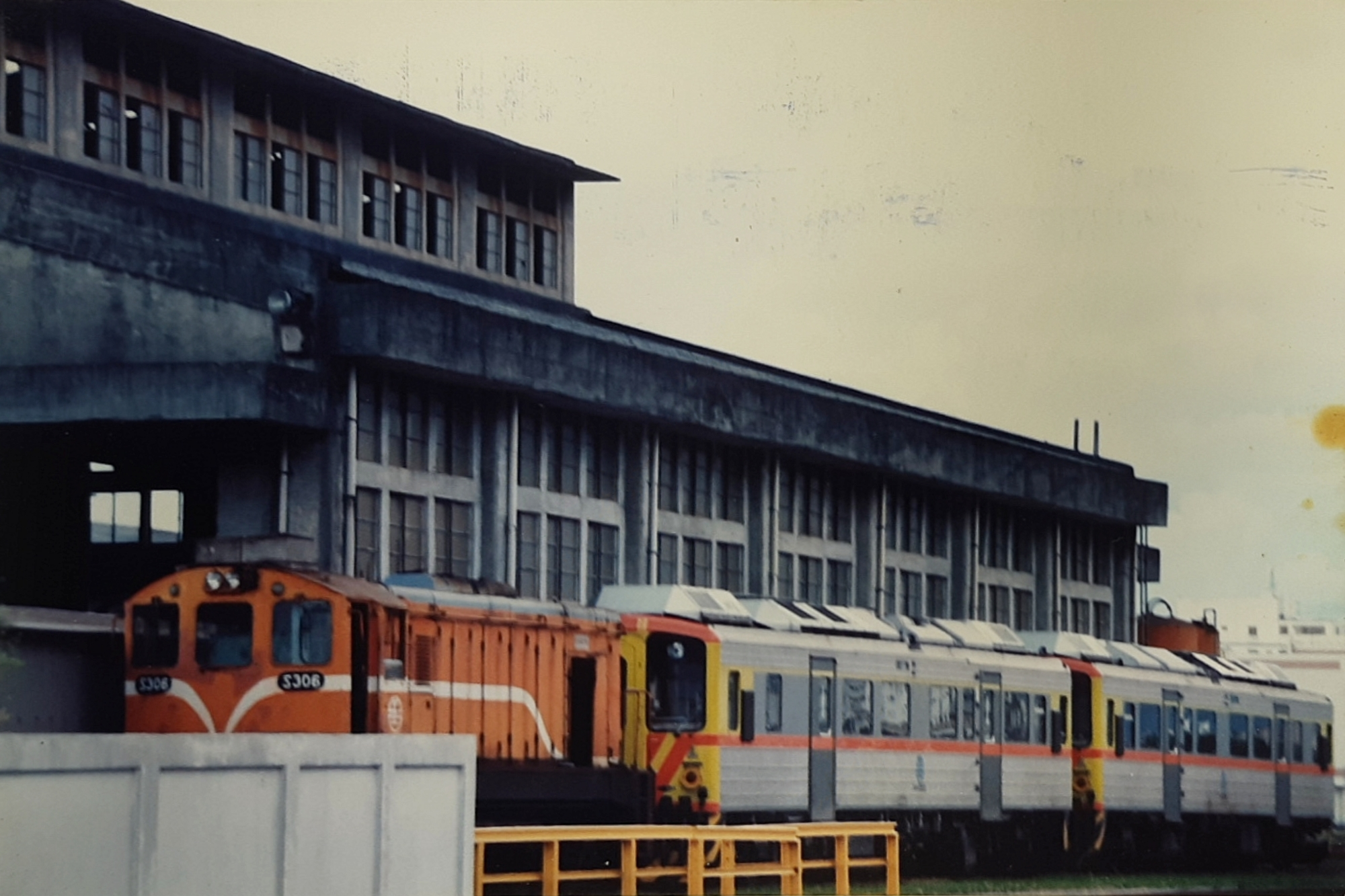
1998年，尚未開始營運的2輛45DR1000型停在花蓮機務段

本型車目前配屬於彰化機務段以及七堵機務段，以行駛支線為主，部分車次會行駛於幹線上，與支線做直通運轉，或是因迴送而行駛幹線（例如內灣線使用之車輛為彰化機務段出車，需行駛海線迴送至新竹）。另外本型車三級和四級檢修均交由花蓮機廠負責，有檢修需要時會迴送至花蓮進行各項之檢修工作。

### 常態運用運行路線
- 彰化機務段：行駛路線如下：
  - 內灣線
  - 縱貫線南段 （彰化＝二水）
  - 集集線
  - 縱貫線北段 （北湖＝竹南）
  - 海線(海岸線) （竹南＝彰化）
- 七堵機務段： 行駛路線如下：
  - 平溪線
  - 深澳線
  - 宜蘭線 （八堵＝三貂嶺）
  - 縱貫線北段 （七堵＝八堵）

## 運用歷史

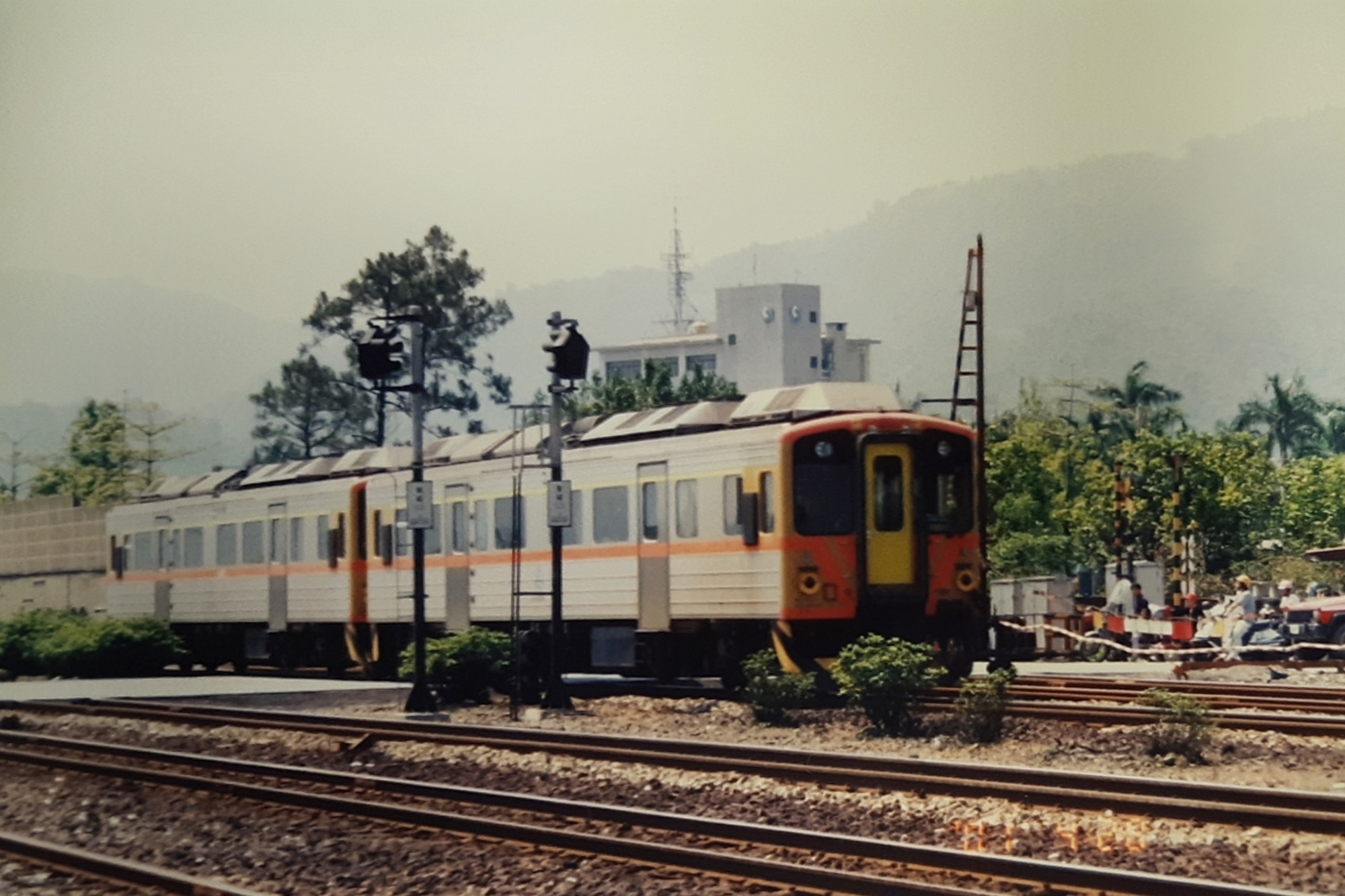
宜蘭線僅電氣化至羅東期間，行駛羅東~蘇澳間接駁車的45DR1000型

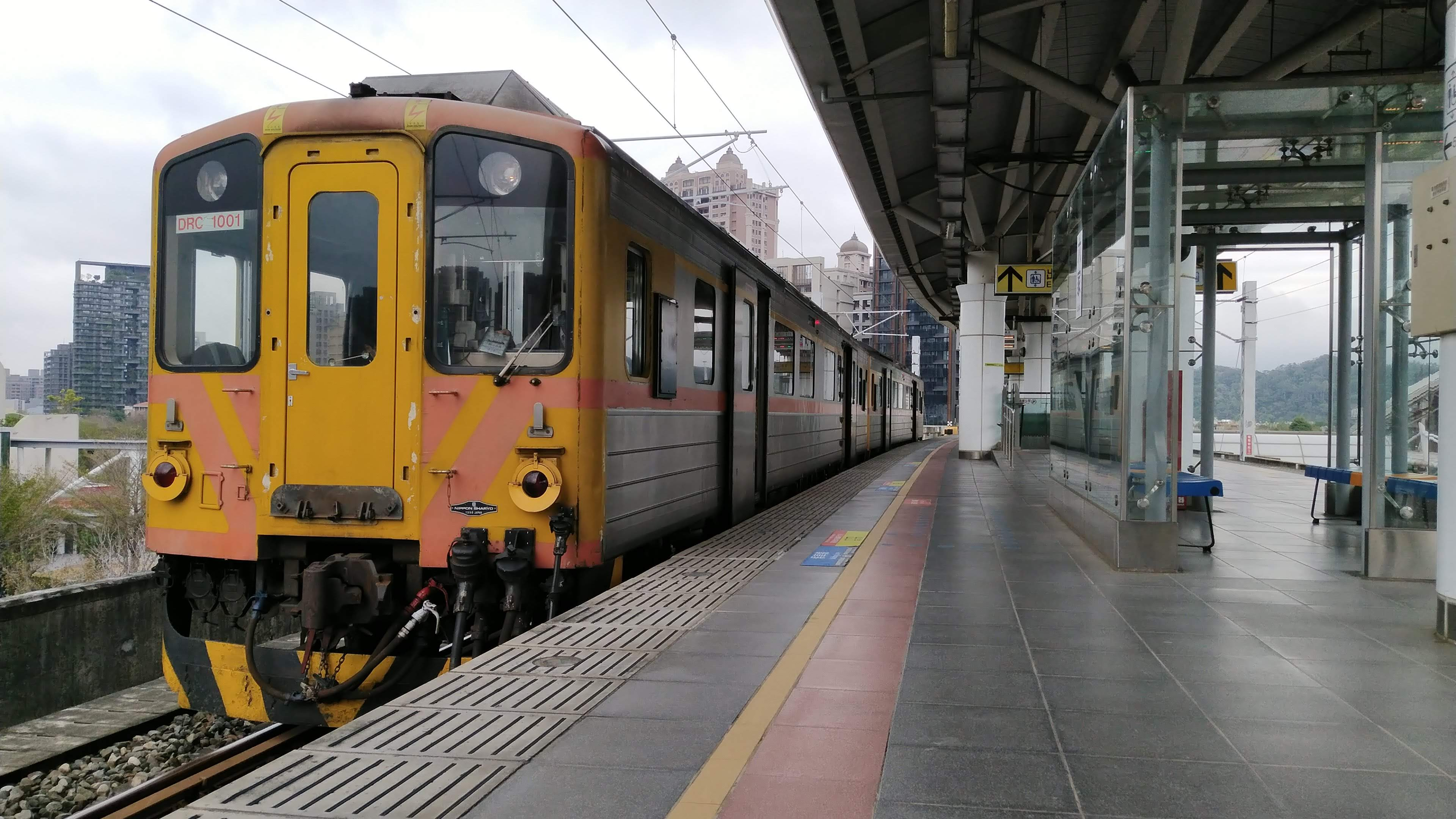
因六家線電車故障代駛的DRC1001

- 1998年上半年，首批45DR1000型已開始交車，並於同年12月2日正式上路，列車名稱為「冷氣柴客」，以復興號票價計費，至1999年下半年全數取代了平溪線、集集線及內灣線舊有柴油車。

- 2000年5月3日到2003年7月4日宜蘭線僅八堵羅東間電氣化通車時，由45DR1000型擔任羅東、蘇澳兩站間沿途各站均停靠的接駁車。

- 2006年11月1日台鐵調整車種，各站停車的冷氣柴客與電車、屏東線復興號班次統合改稱區間車。由台中或彰化到開，部分車站不停靠的直通集集線班次改稱區間快車。

- 2011年7月10日、20日、30日，配合「火車環島接力─百年車站巡禮」活動擔任郵輪式列車，行駛區間為竹南經由山線、成追線至追分。

- 2020年4月29日因六家線電車故障代駛，是本型車首次駛入六家車站[3]，同年12月11日再次因電車故障駛入六家線。

## 圖片集

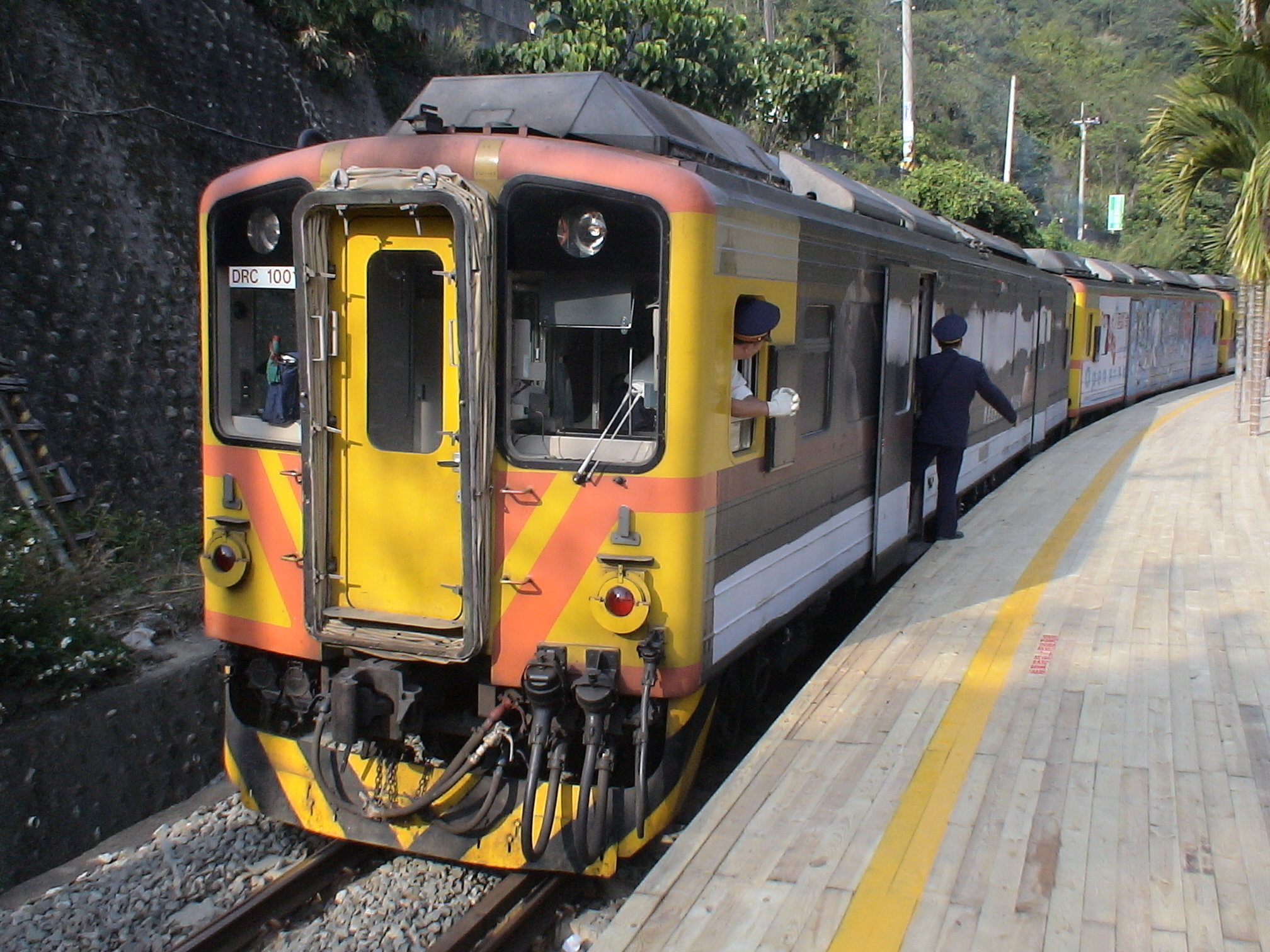
DRC1001
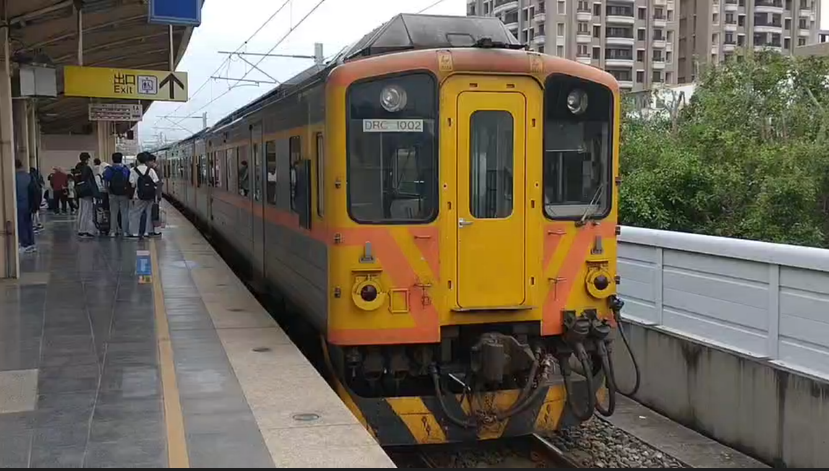
DRC1002
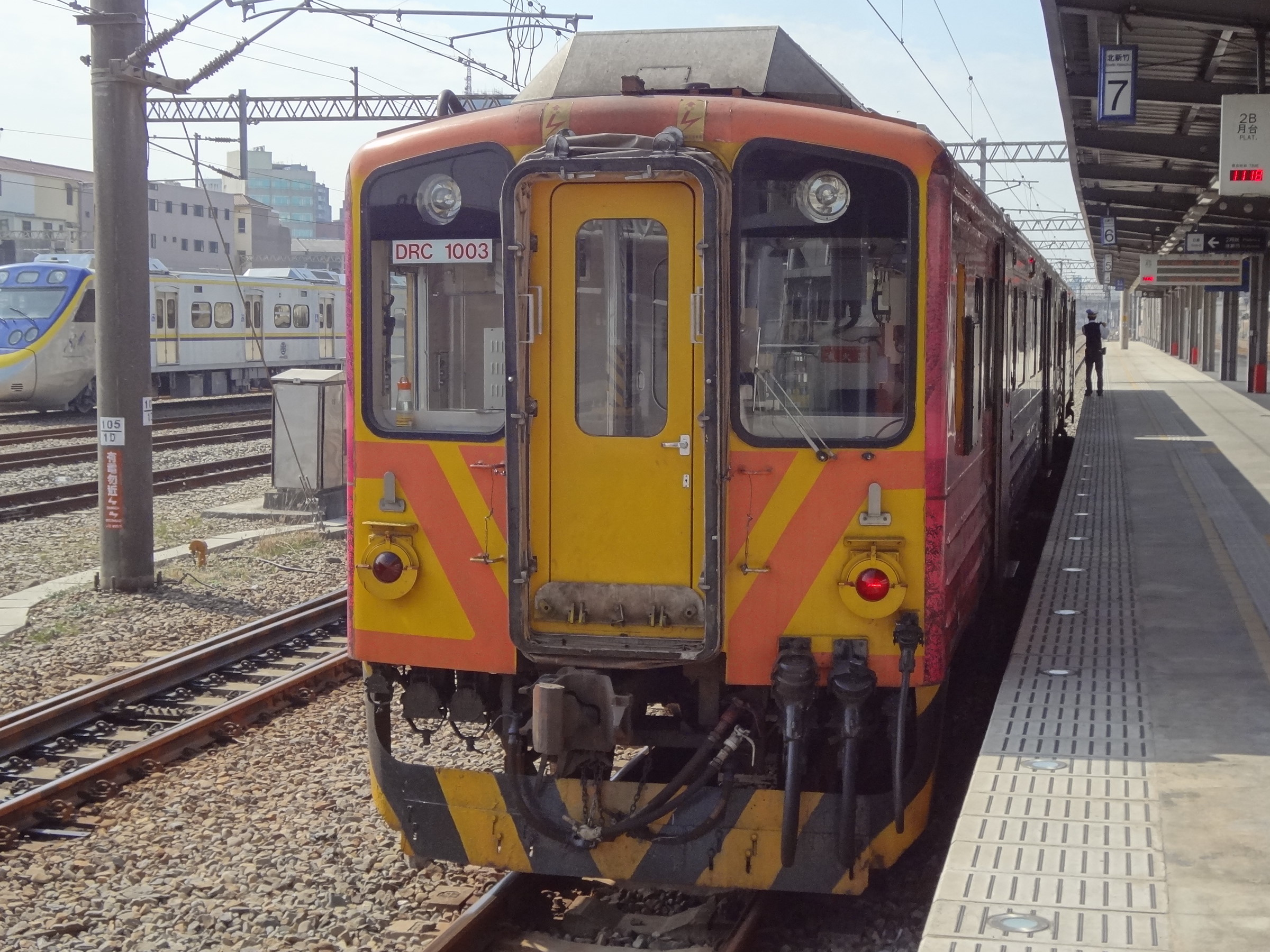
DRC1003
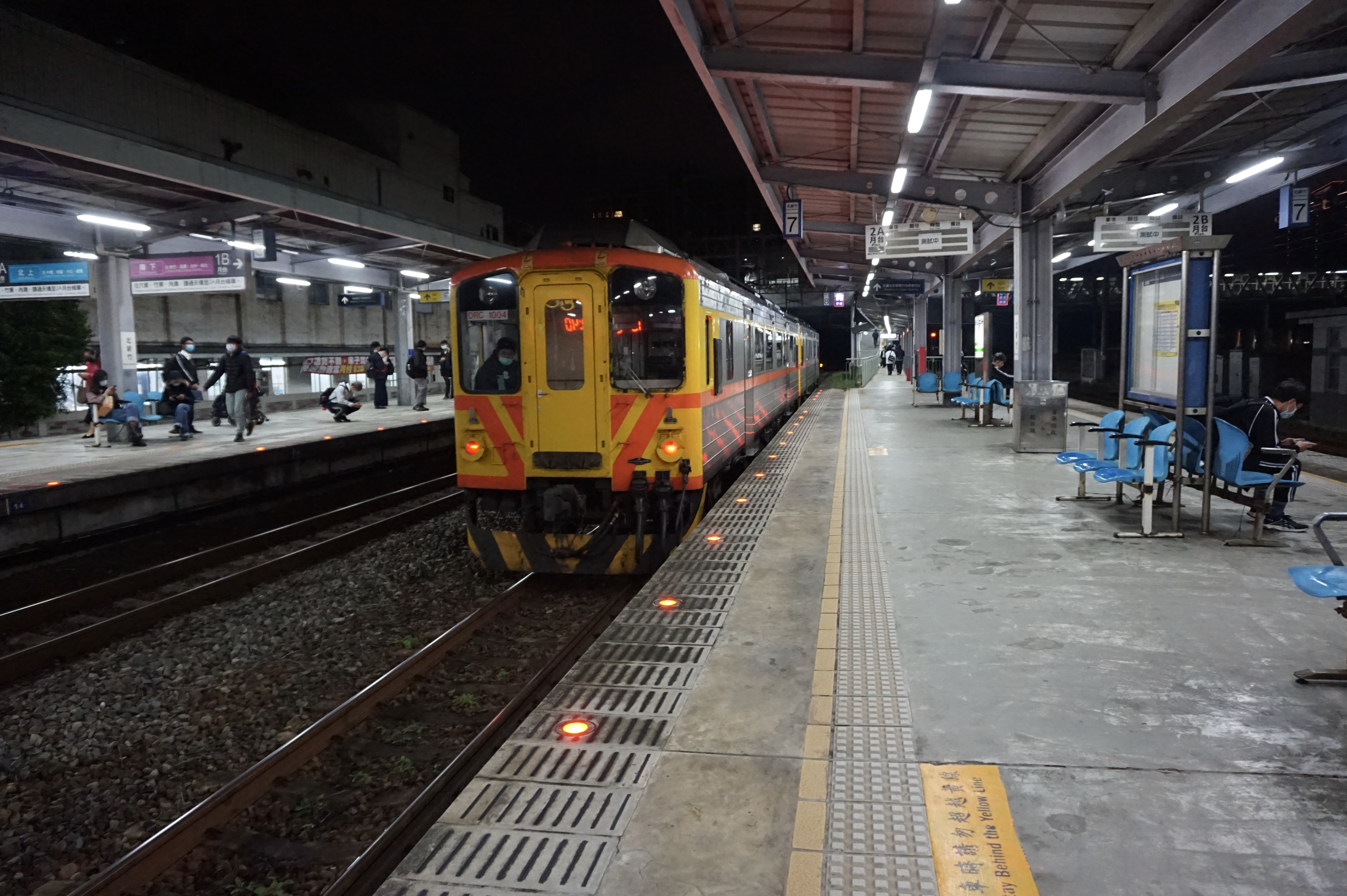
DRC1004
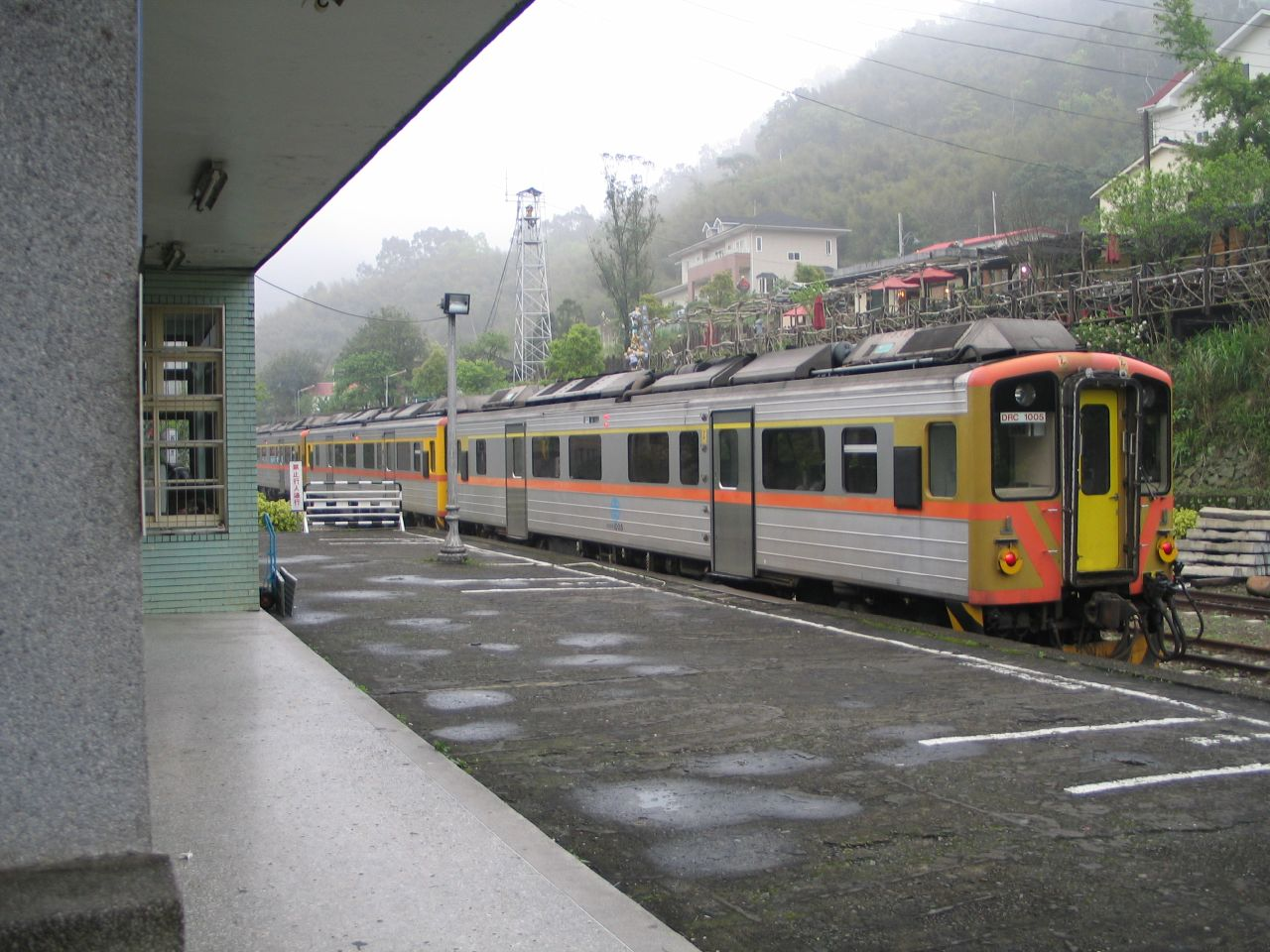
DRC1005
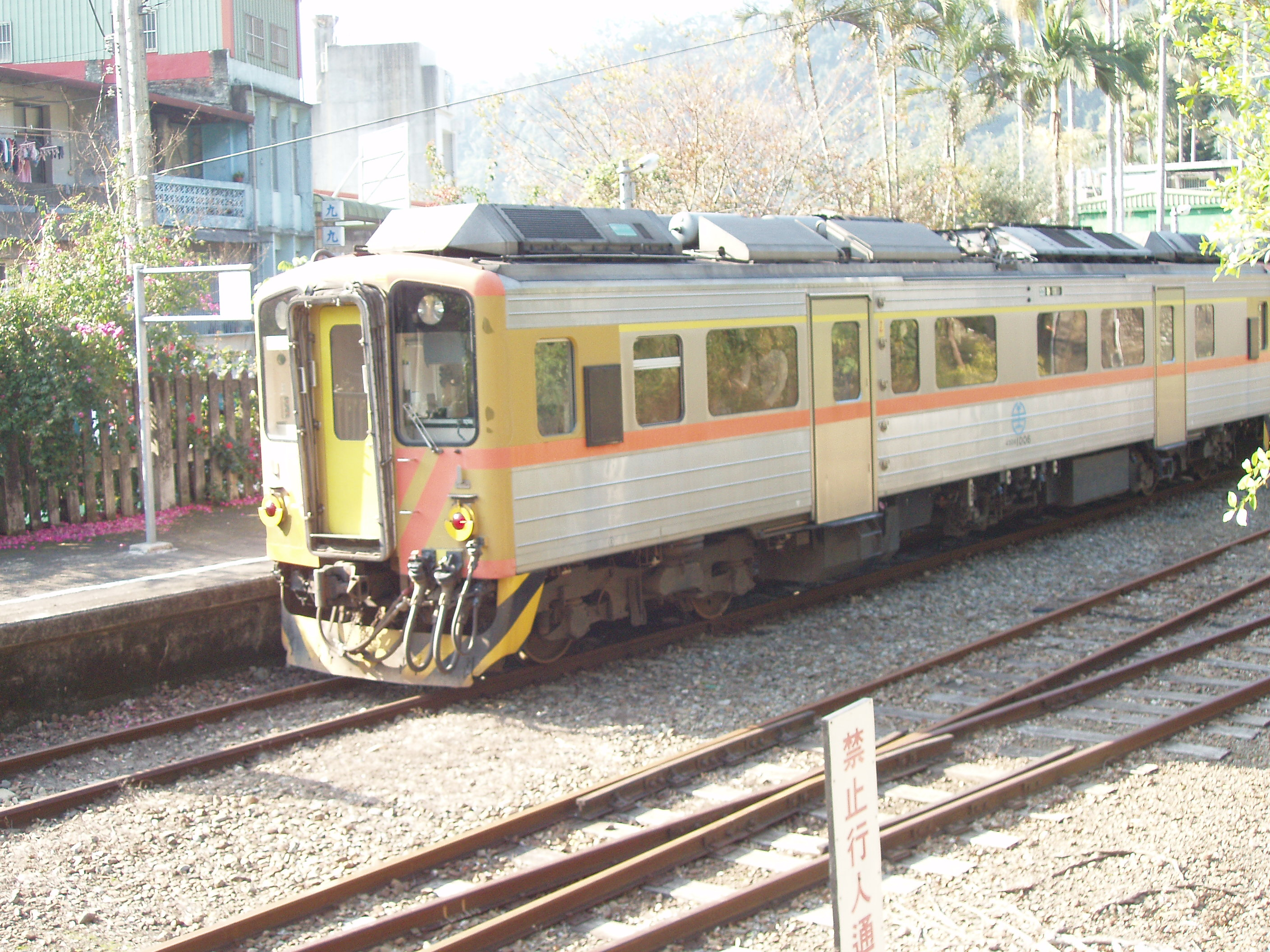
DRC1006
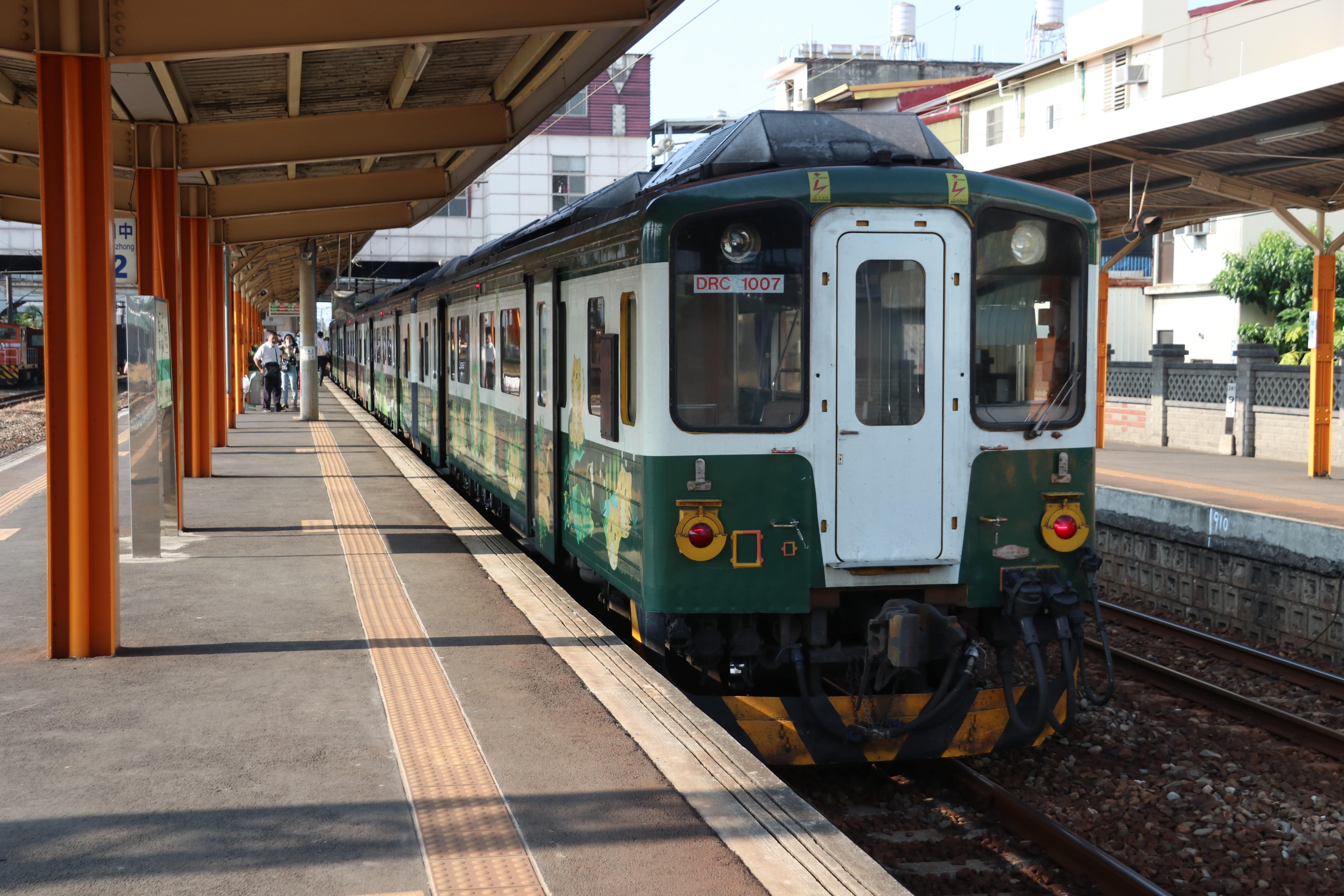
DRC1007
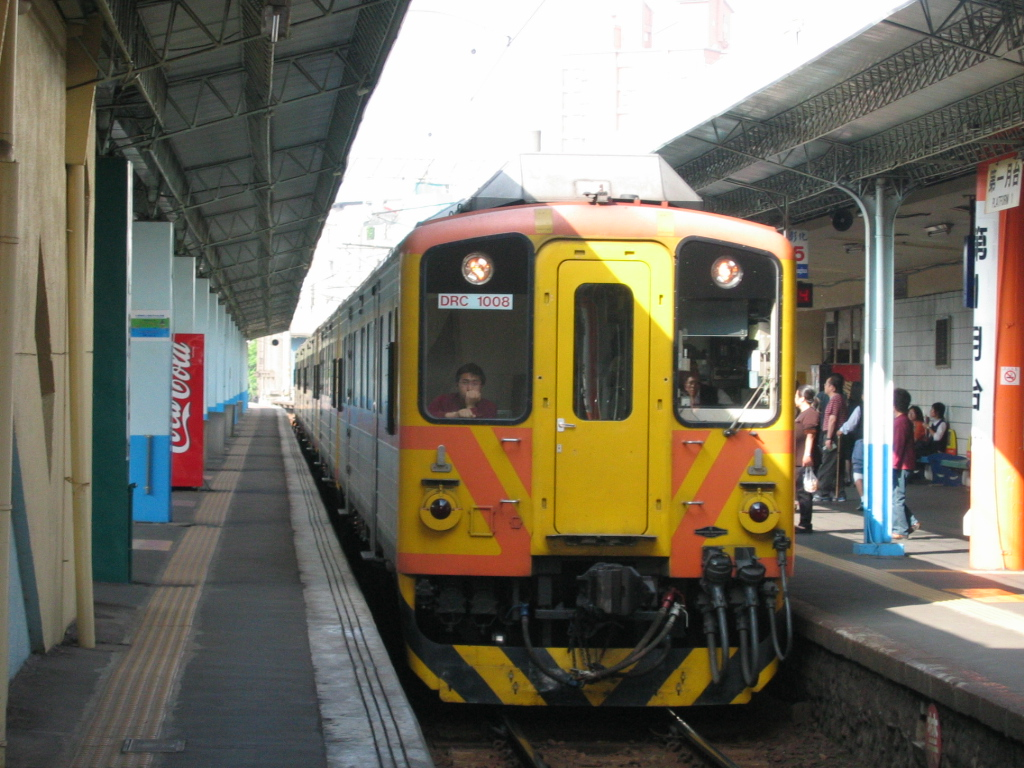
DRC1008
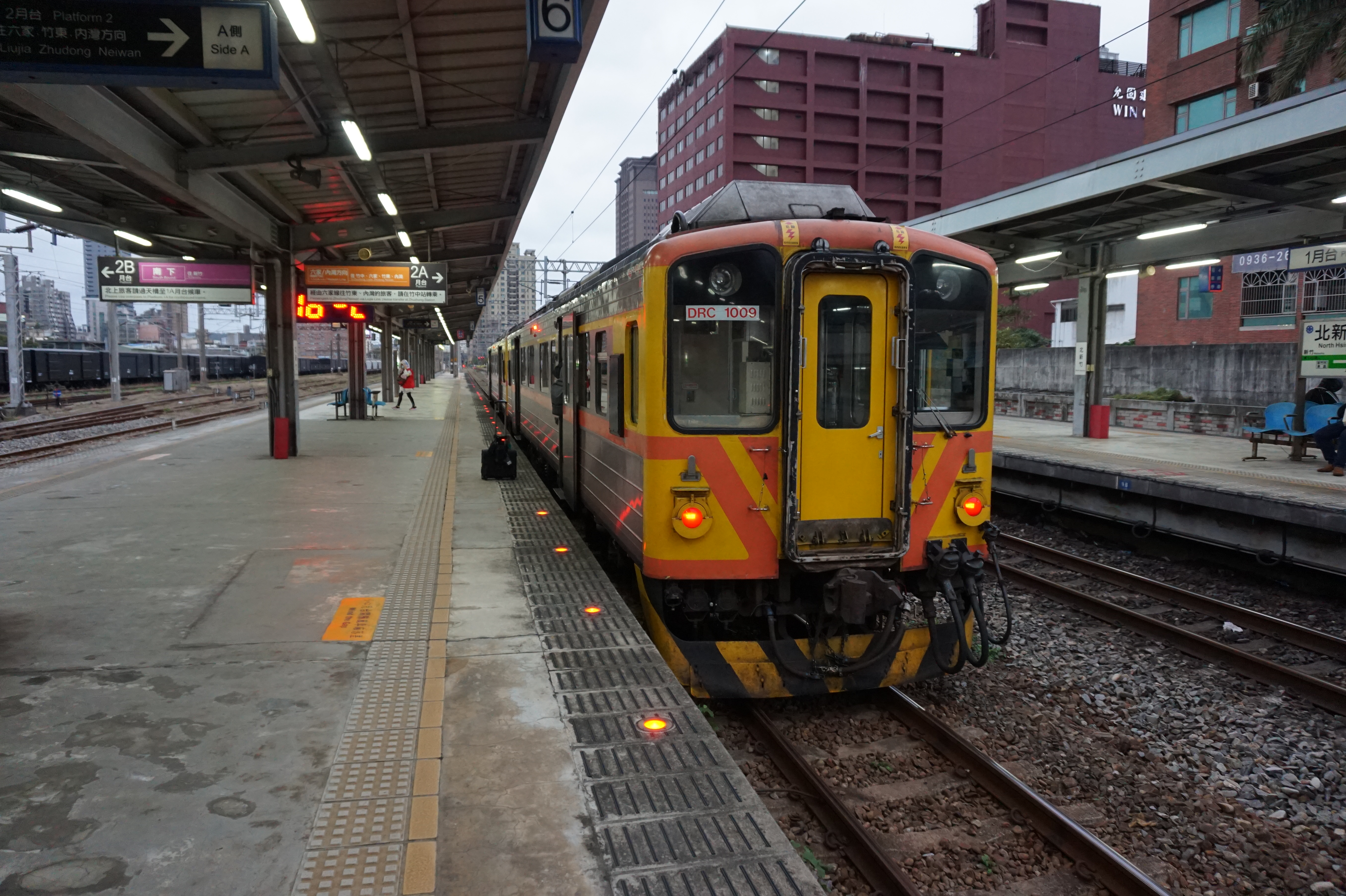
DRC1009
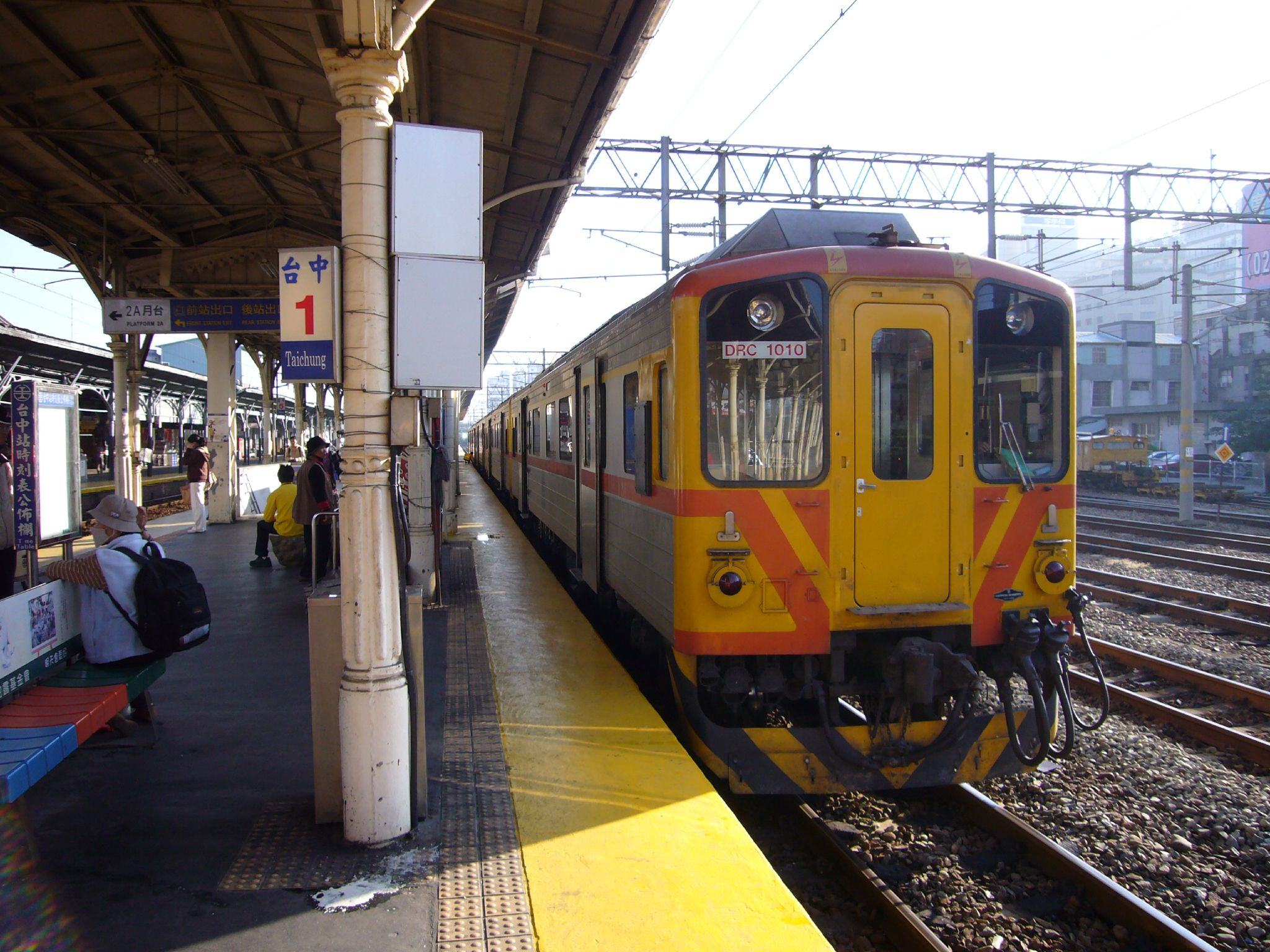
DRC1010
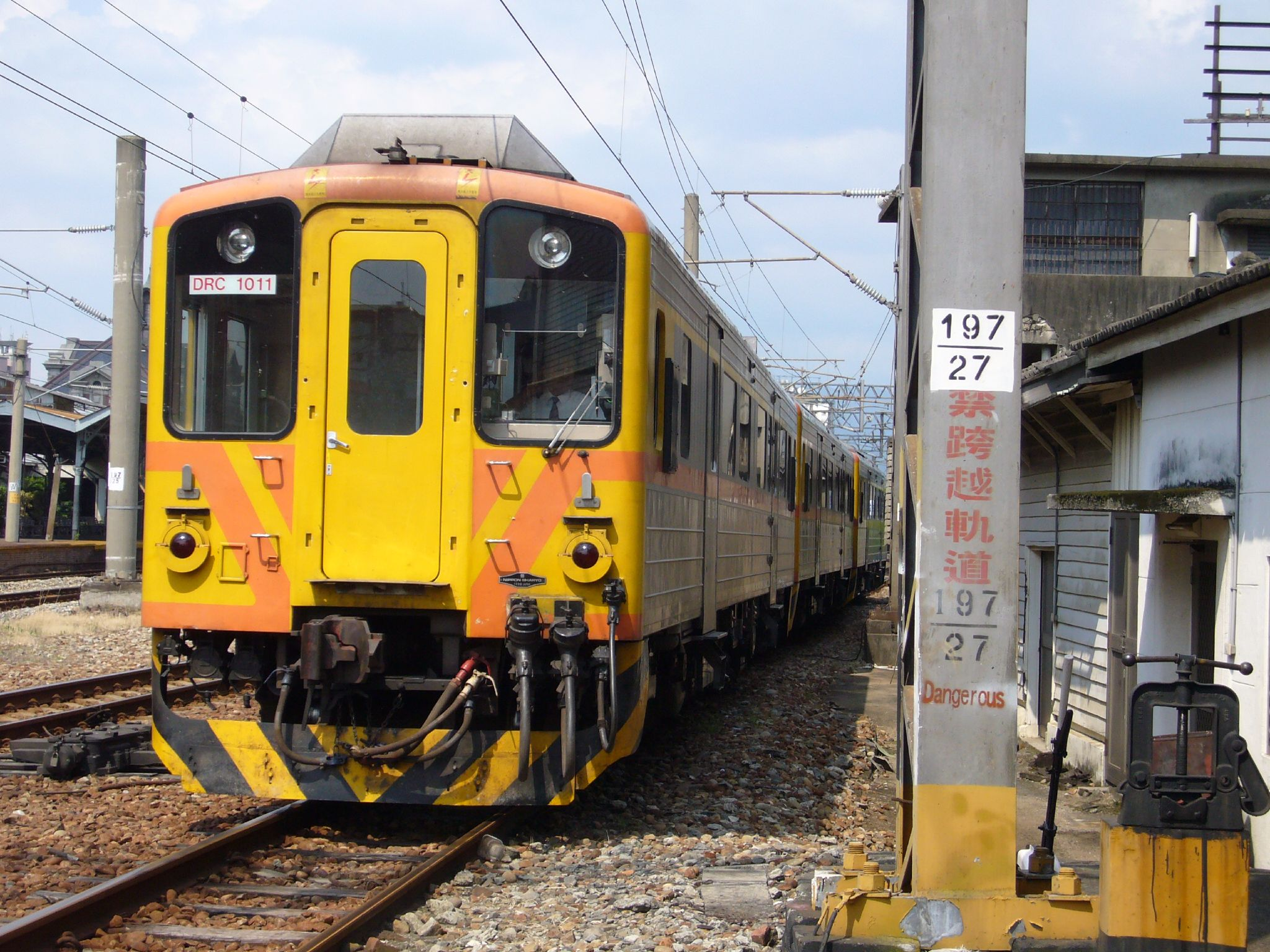
DRC1011
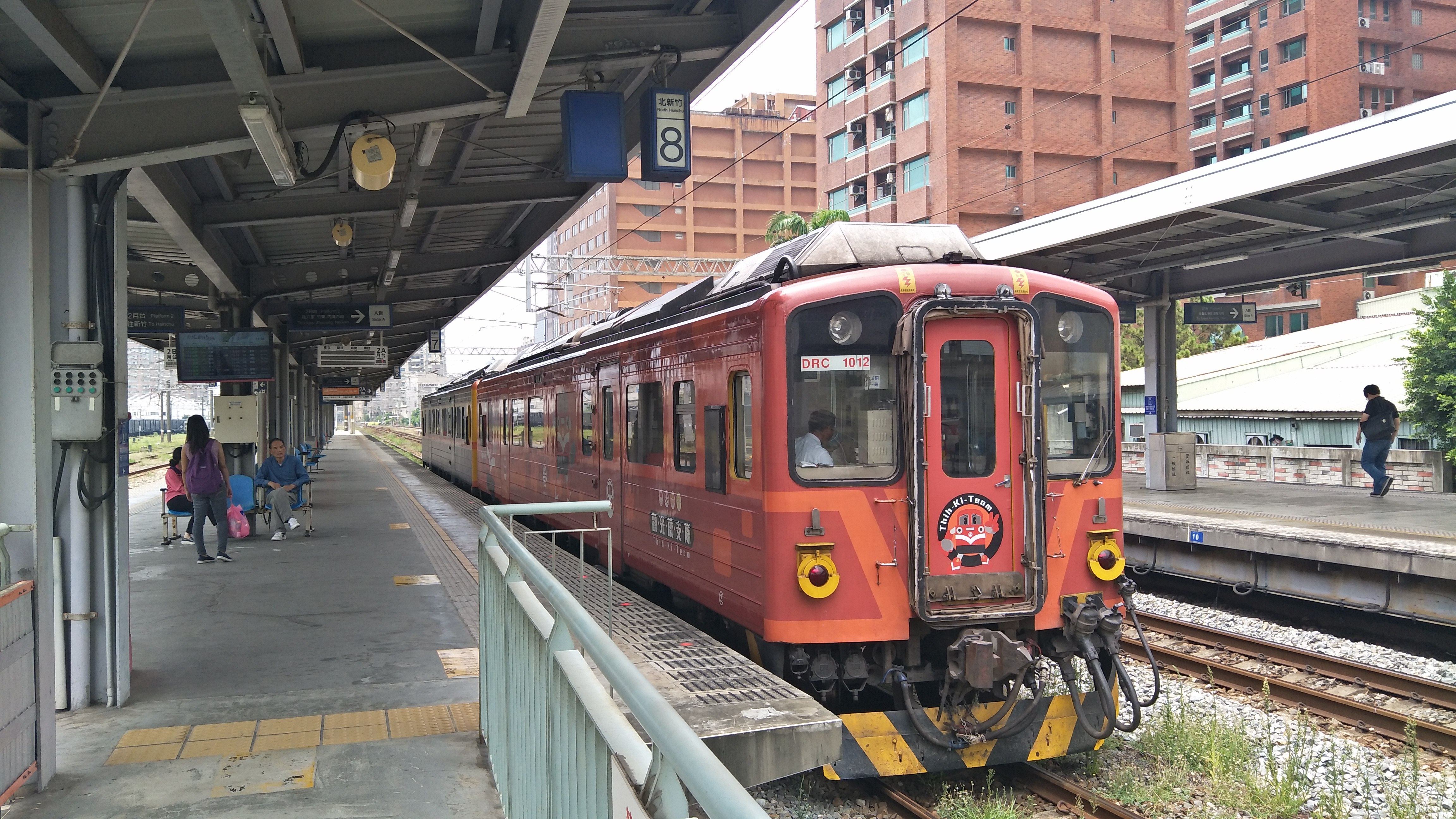
DRC1012
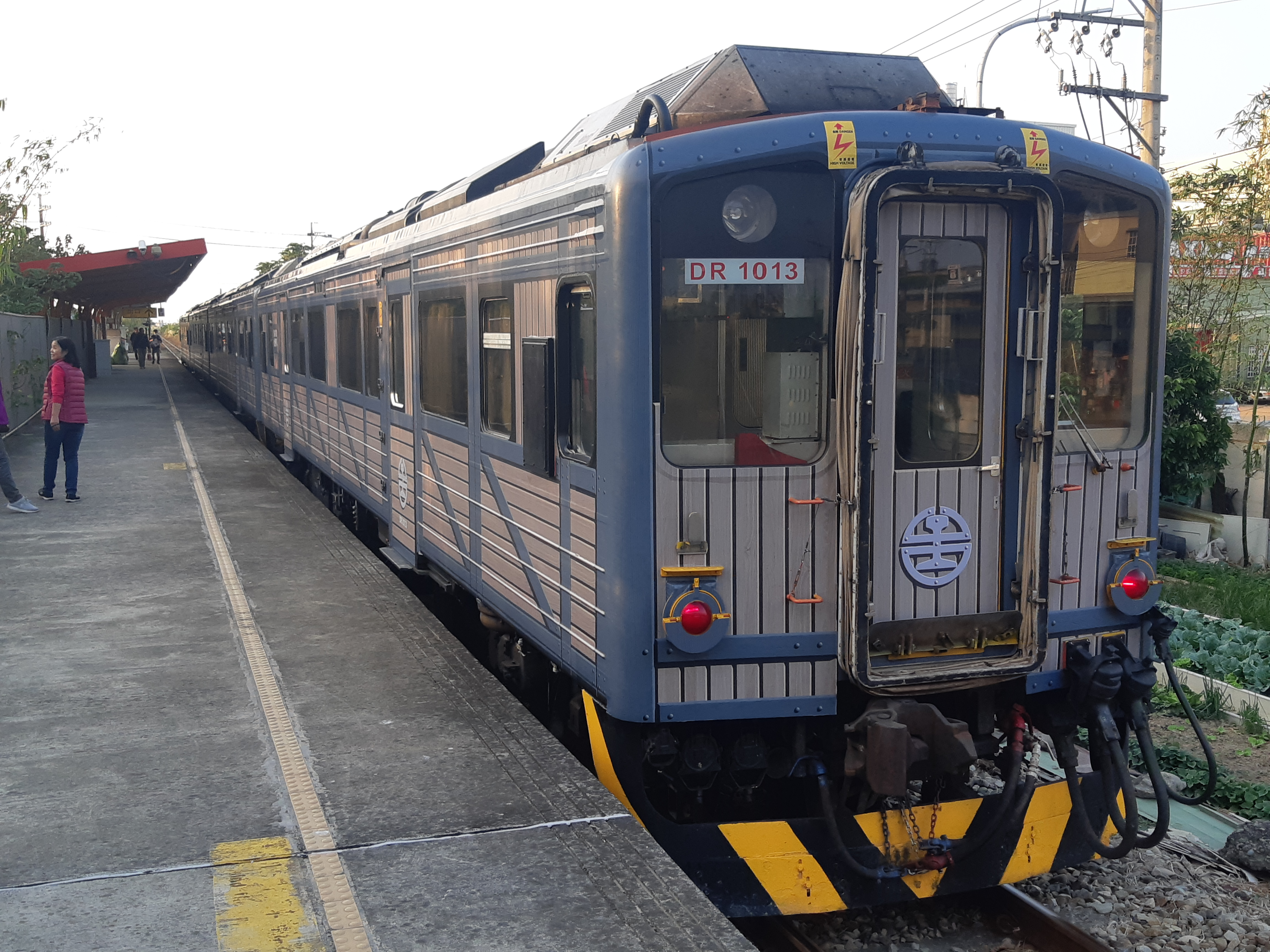
DRC1013
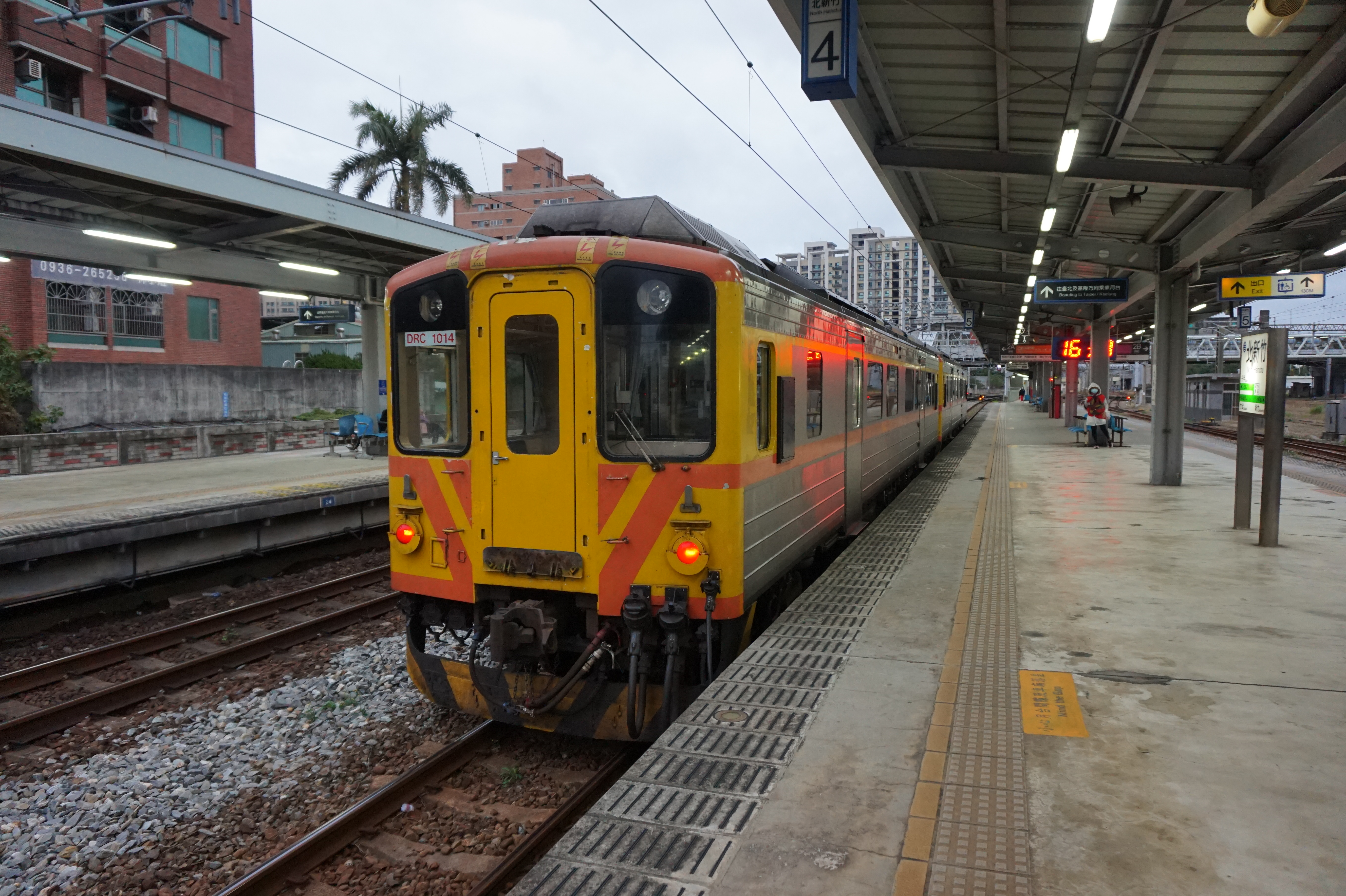
DRC1014
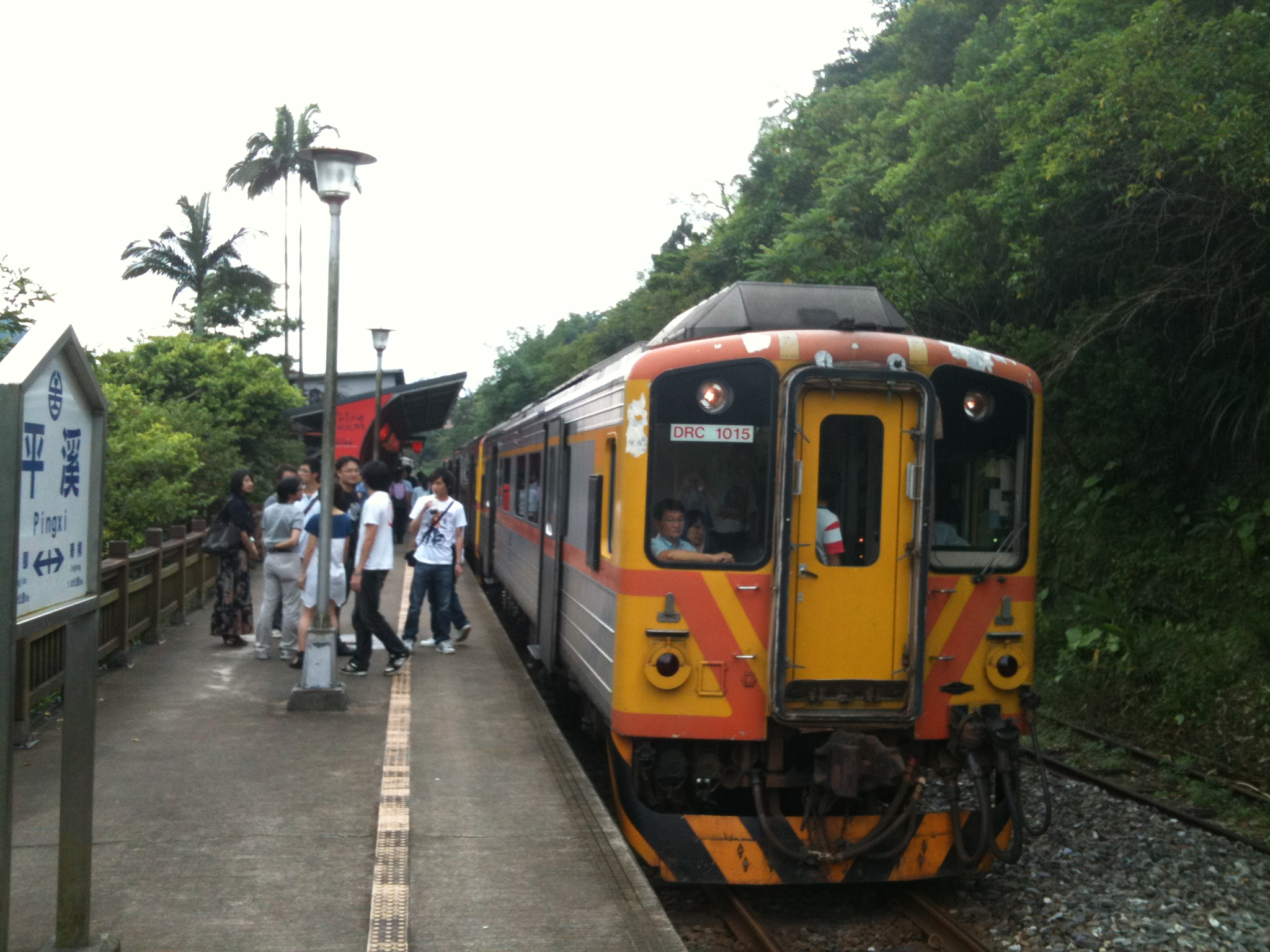
DRC1015
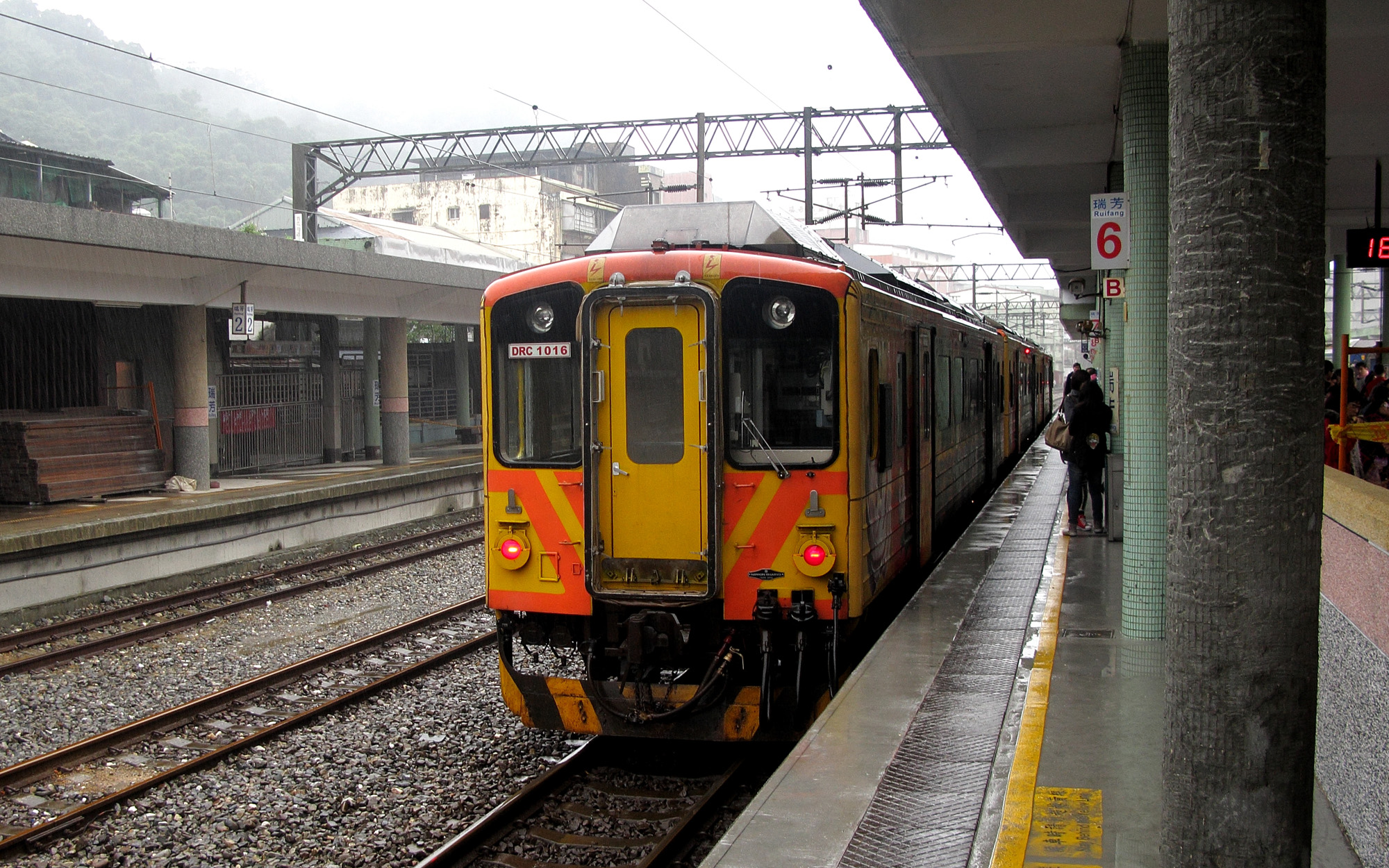
DRC1016
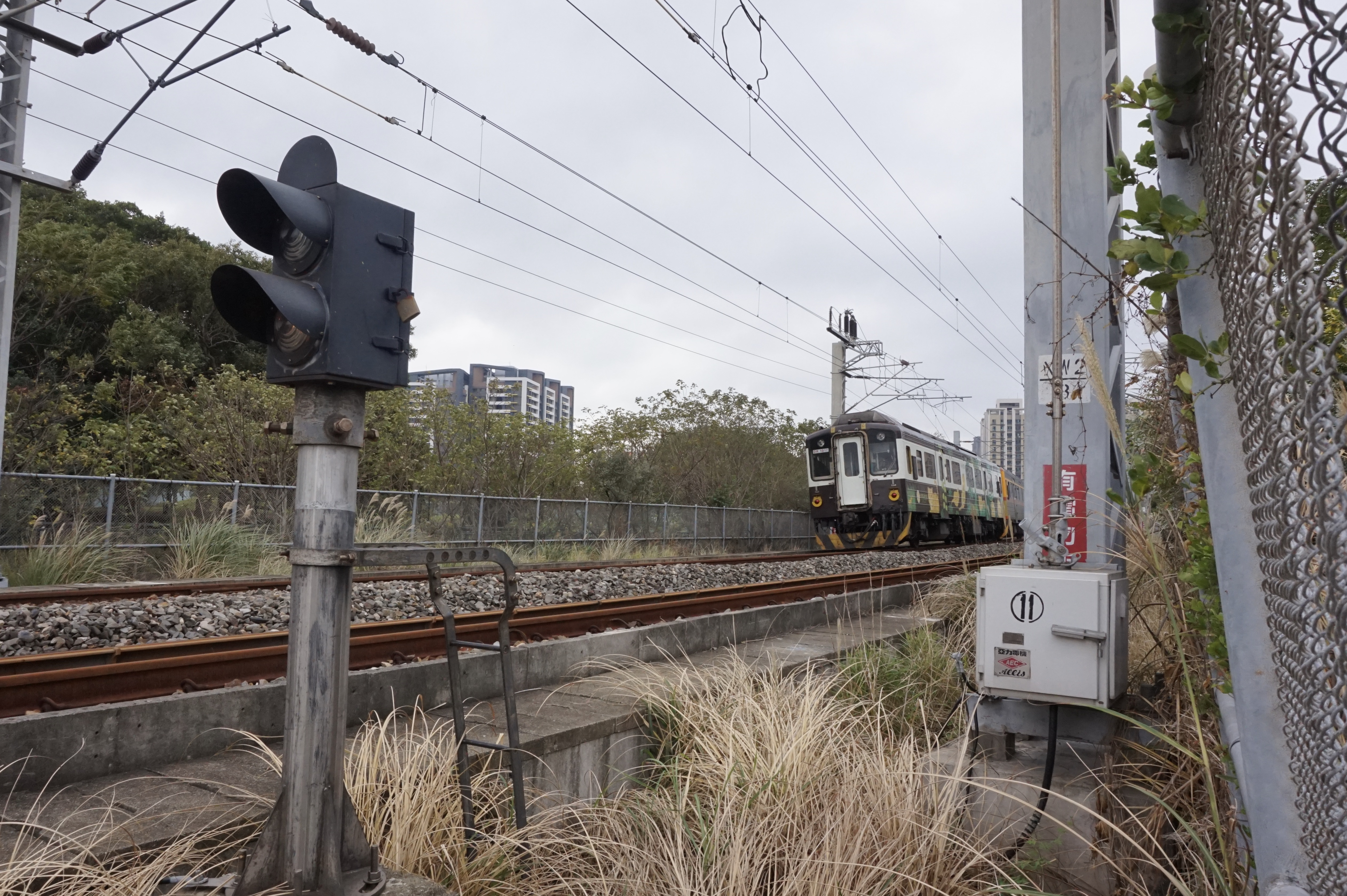
DRC1017
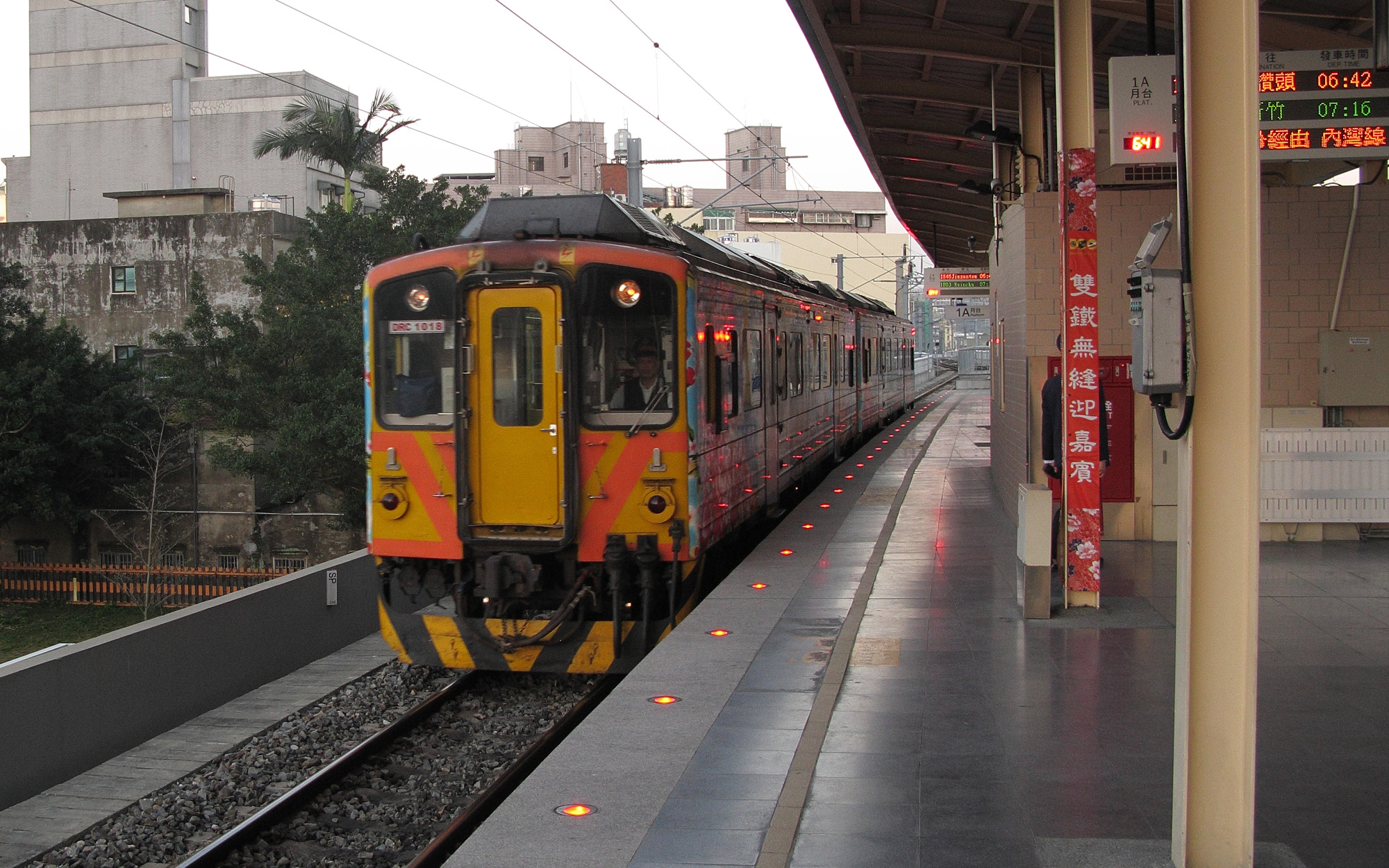
DRC1018
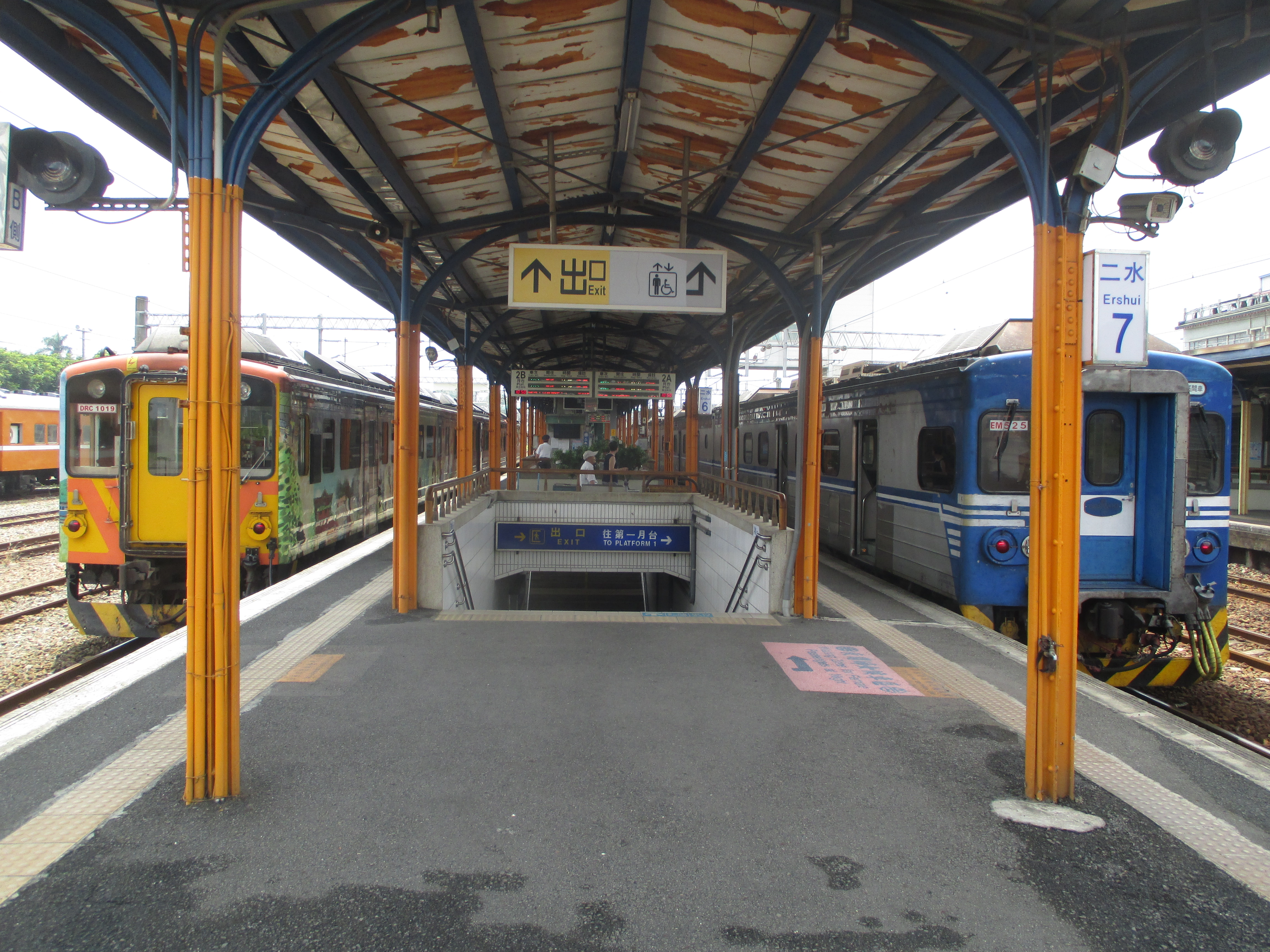
DRC1019
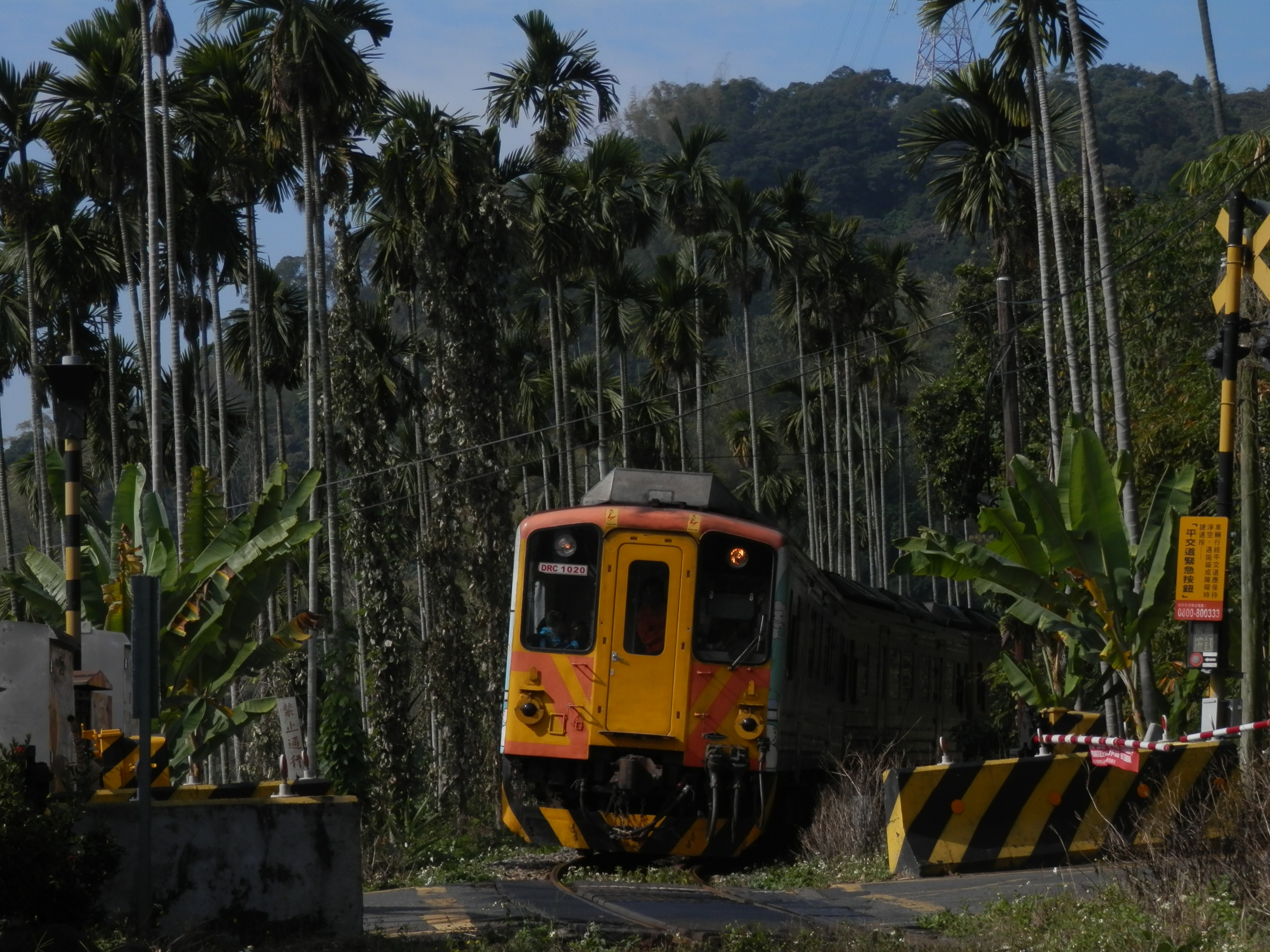
DRC1020
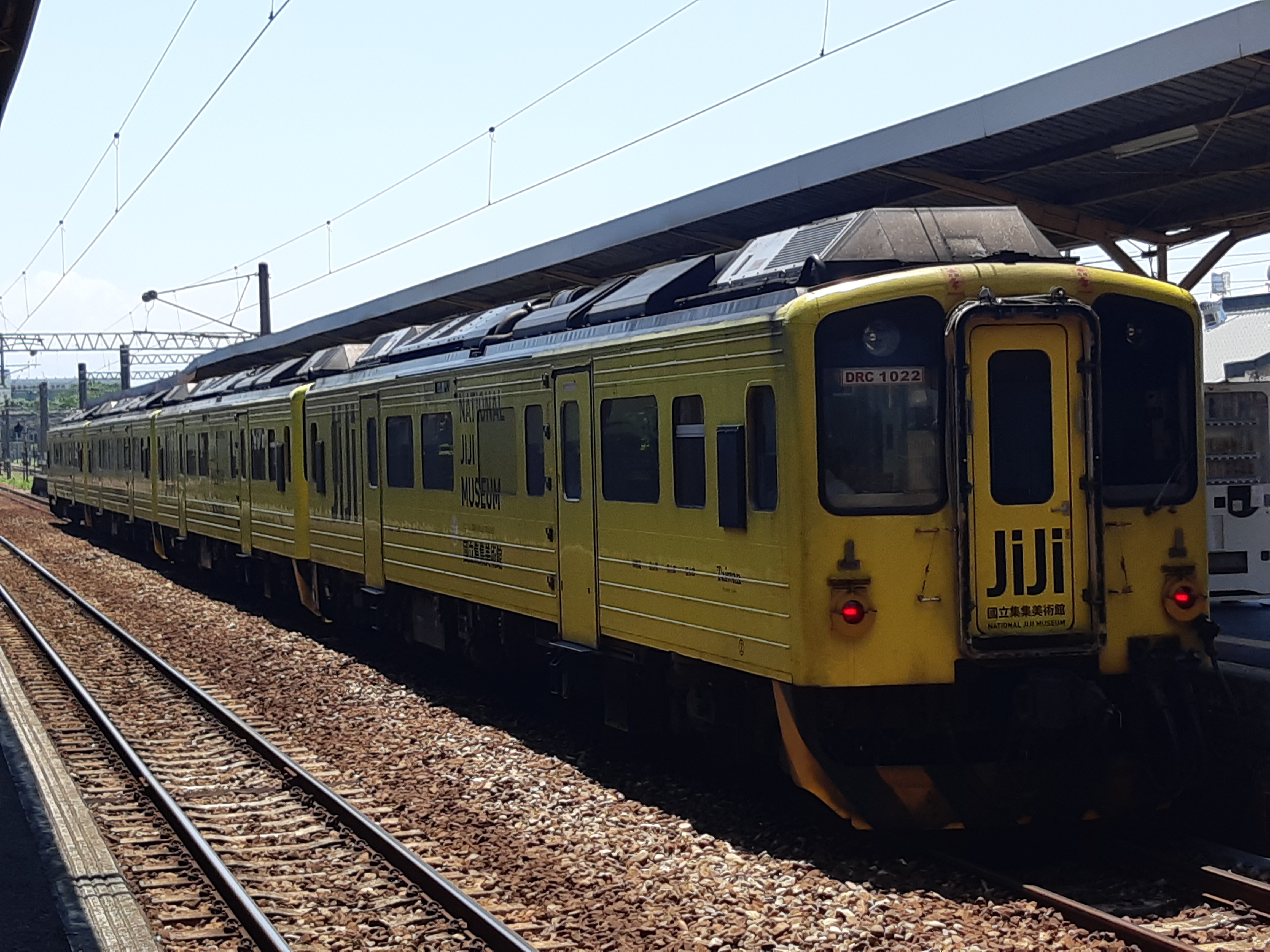
DRC1022
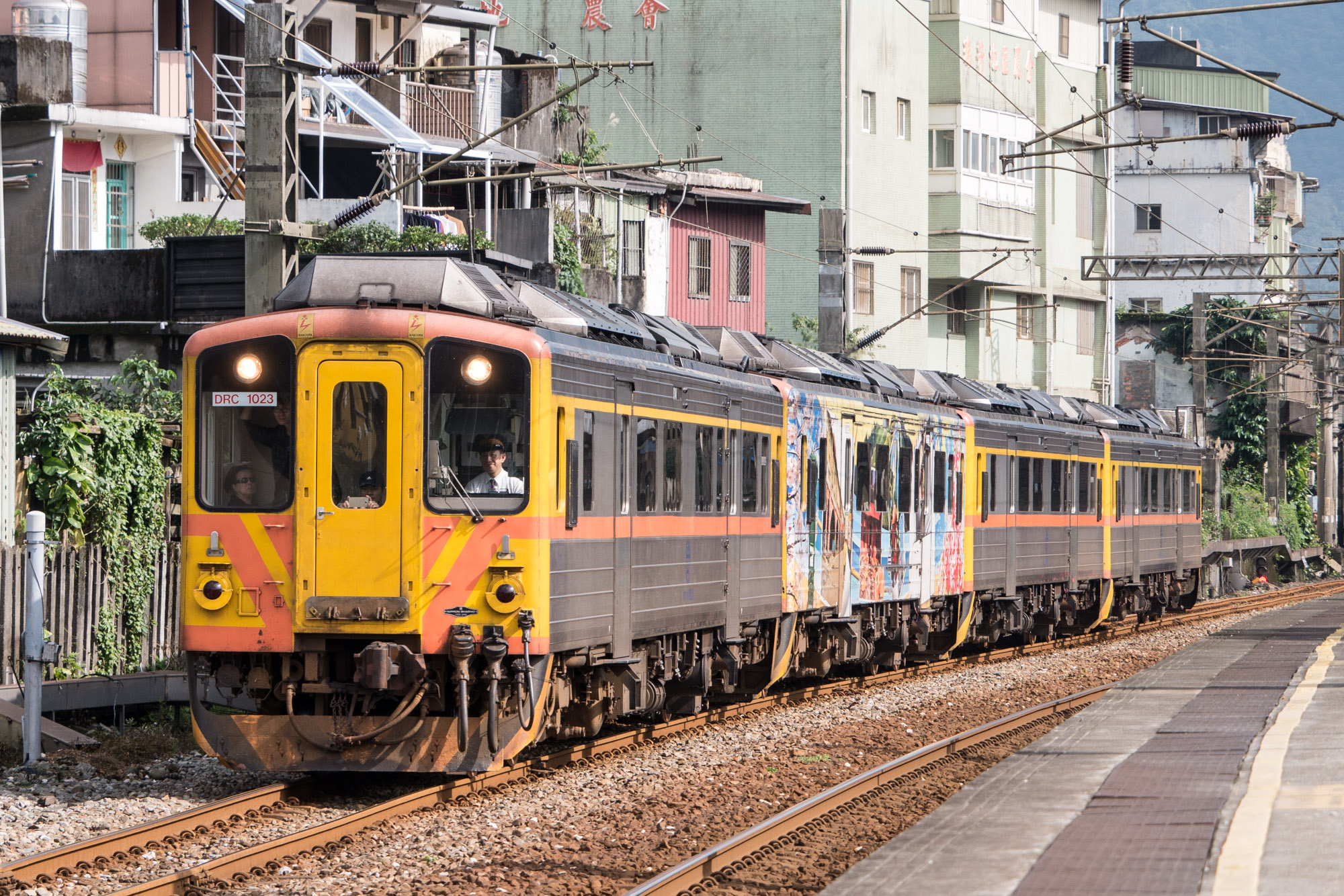
DRC1023
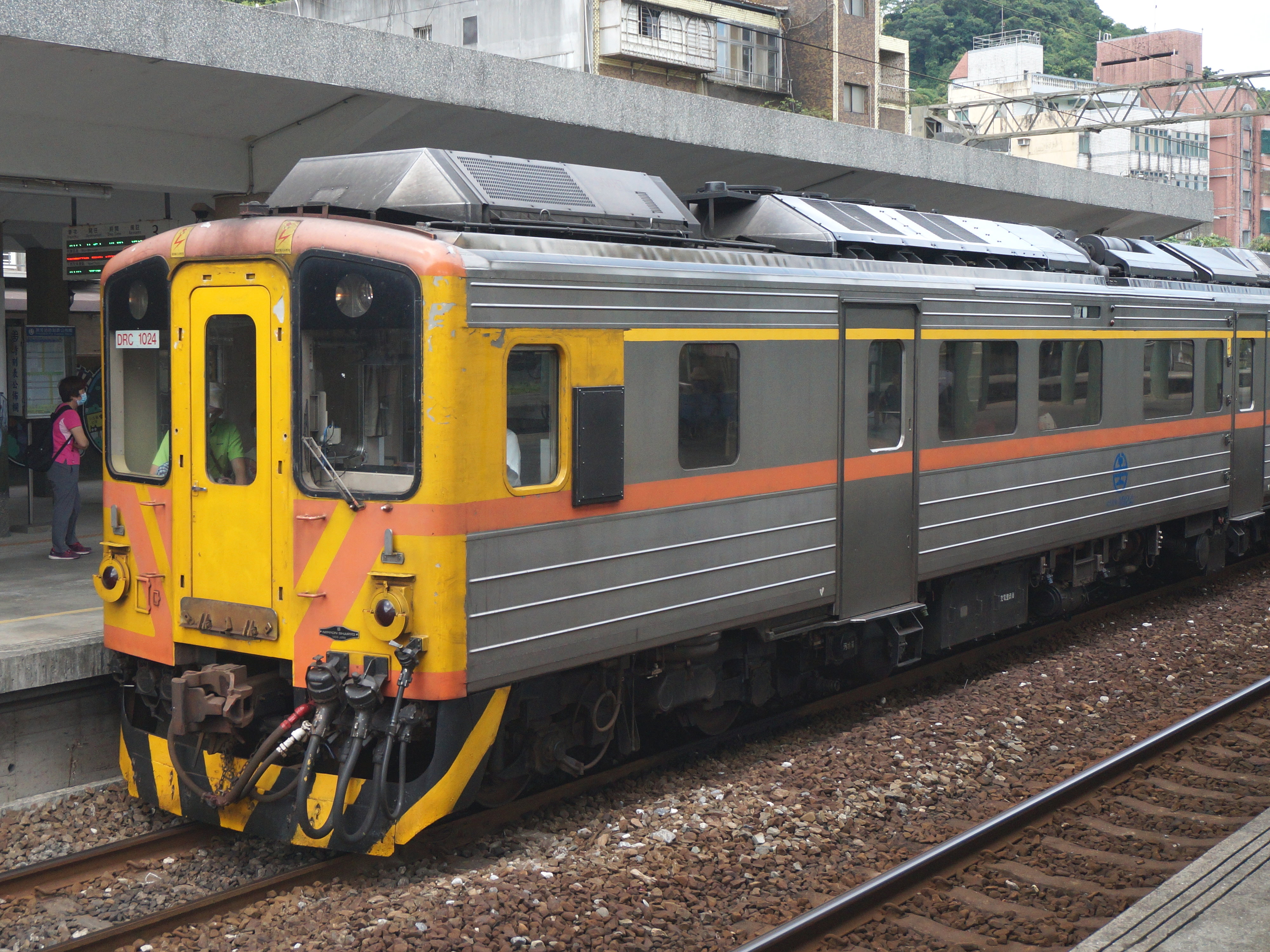
DRC1024
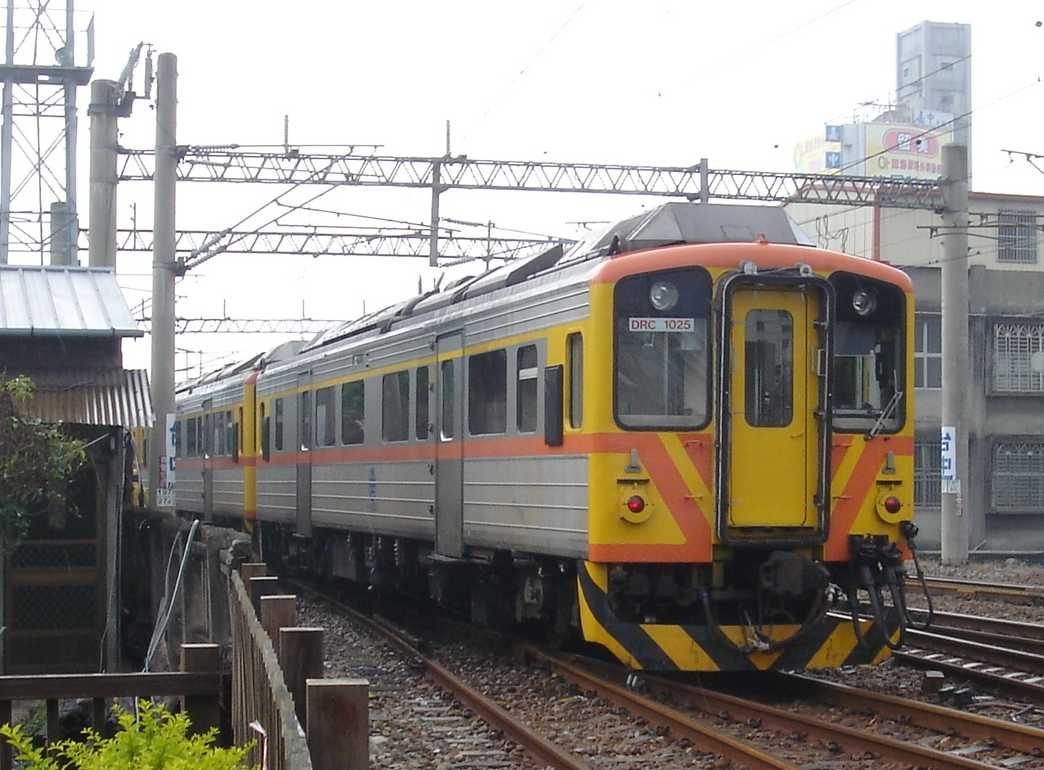
DRC1025
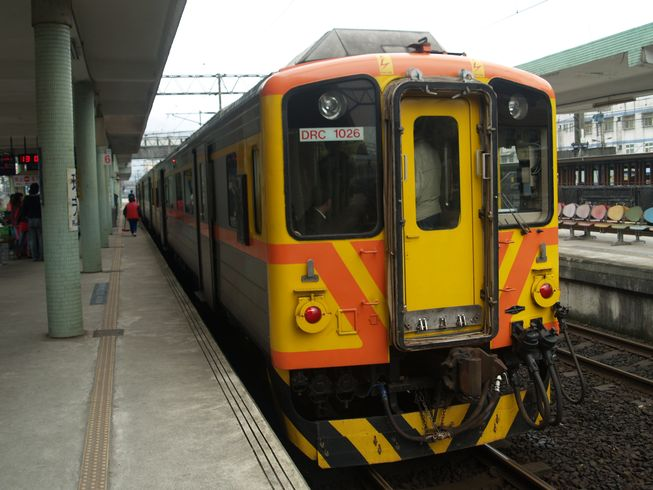
DRC1026
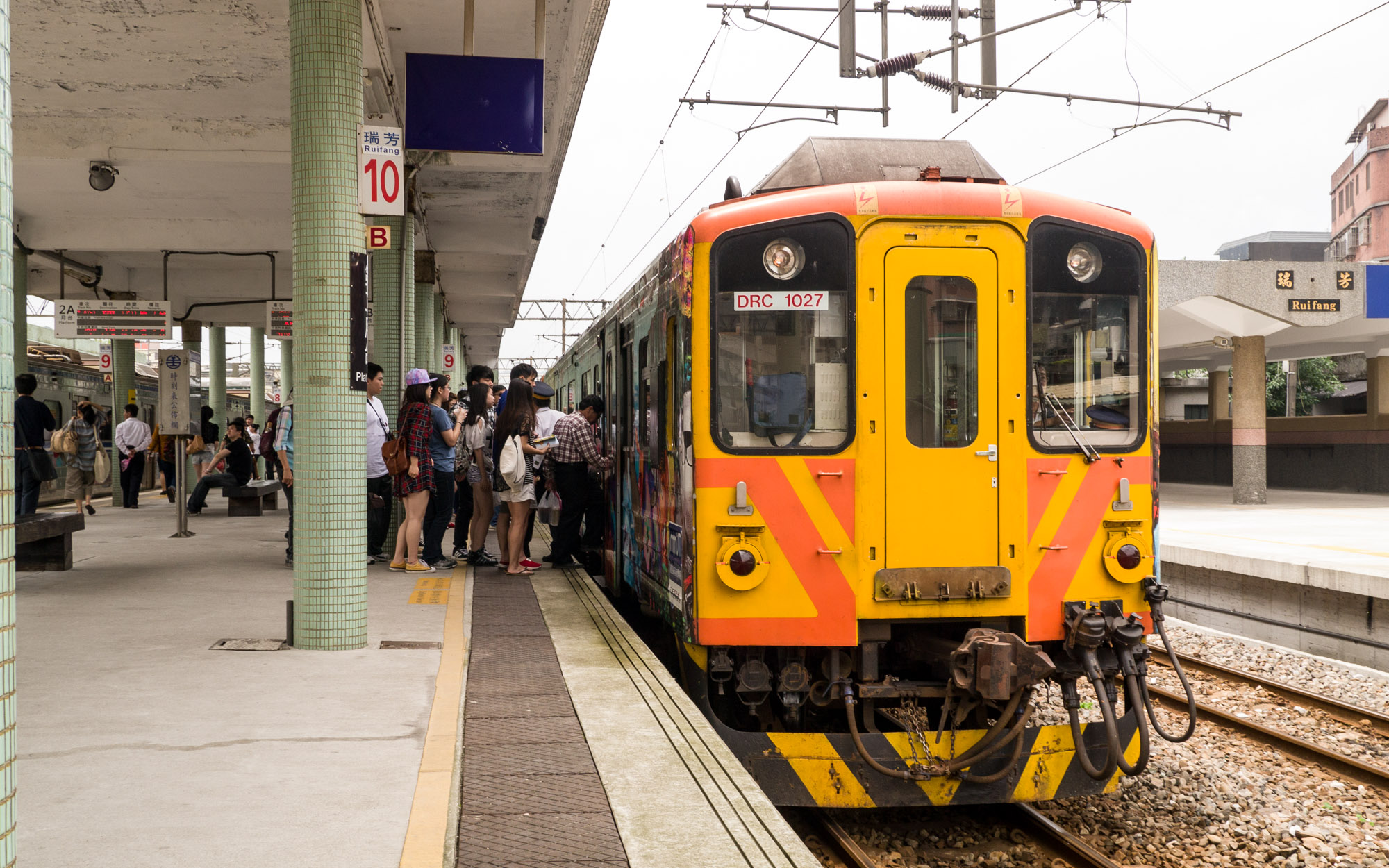
DRC1027
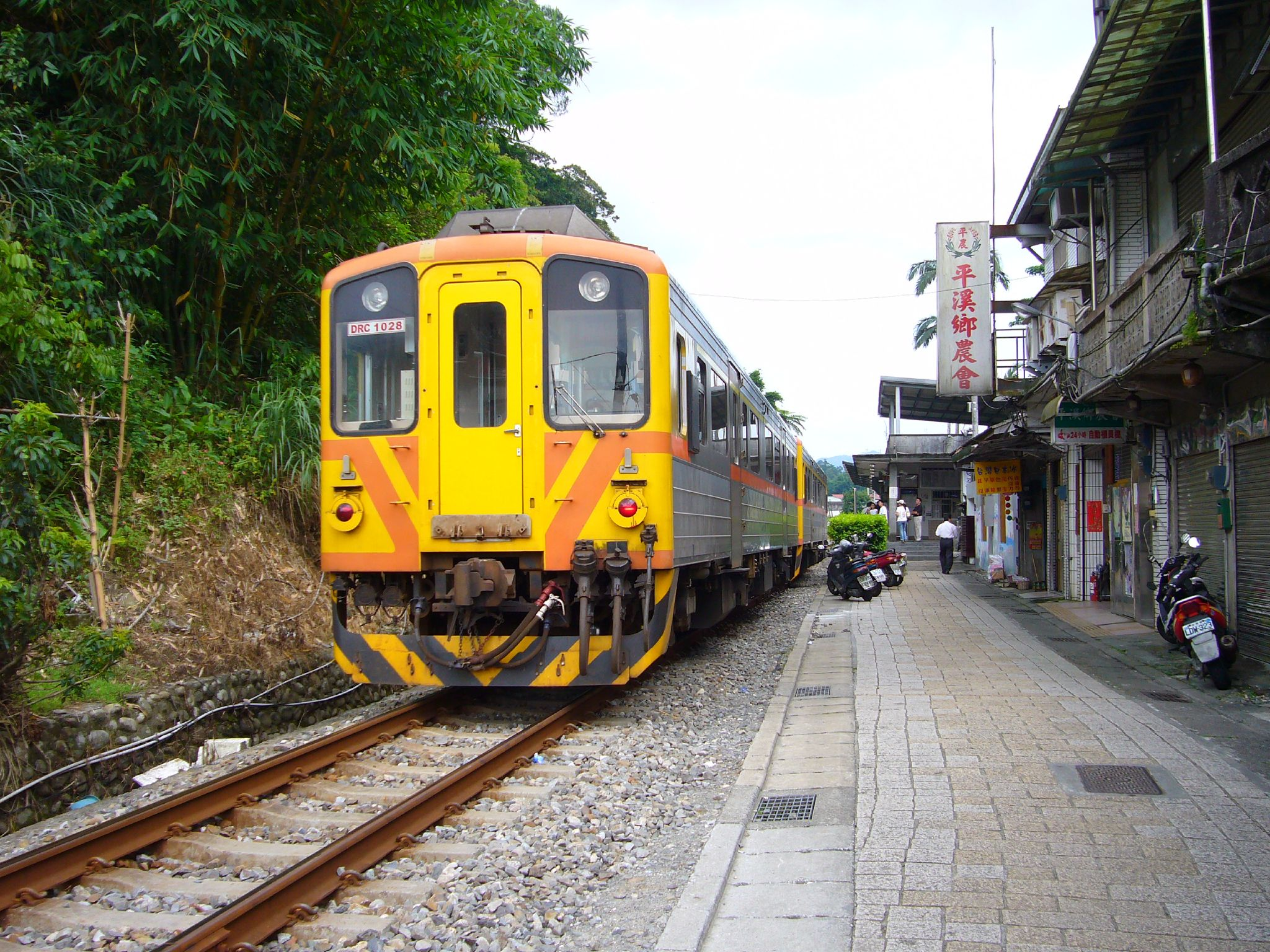
DRC1028
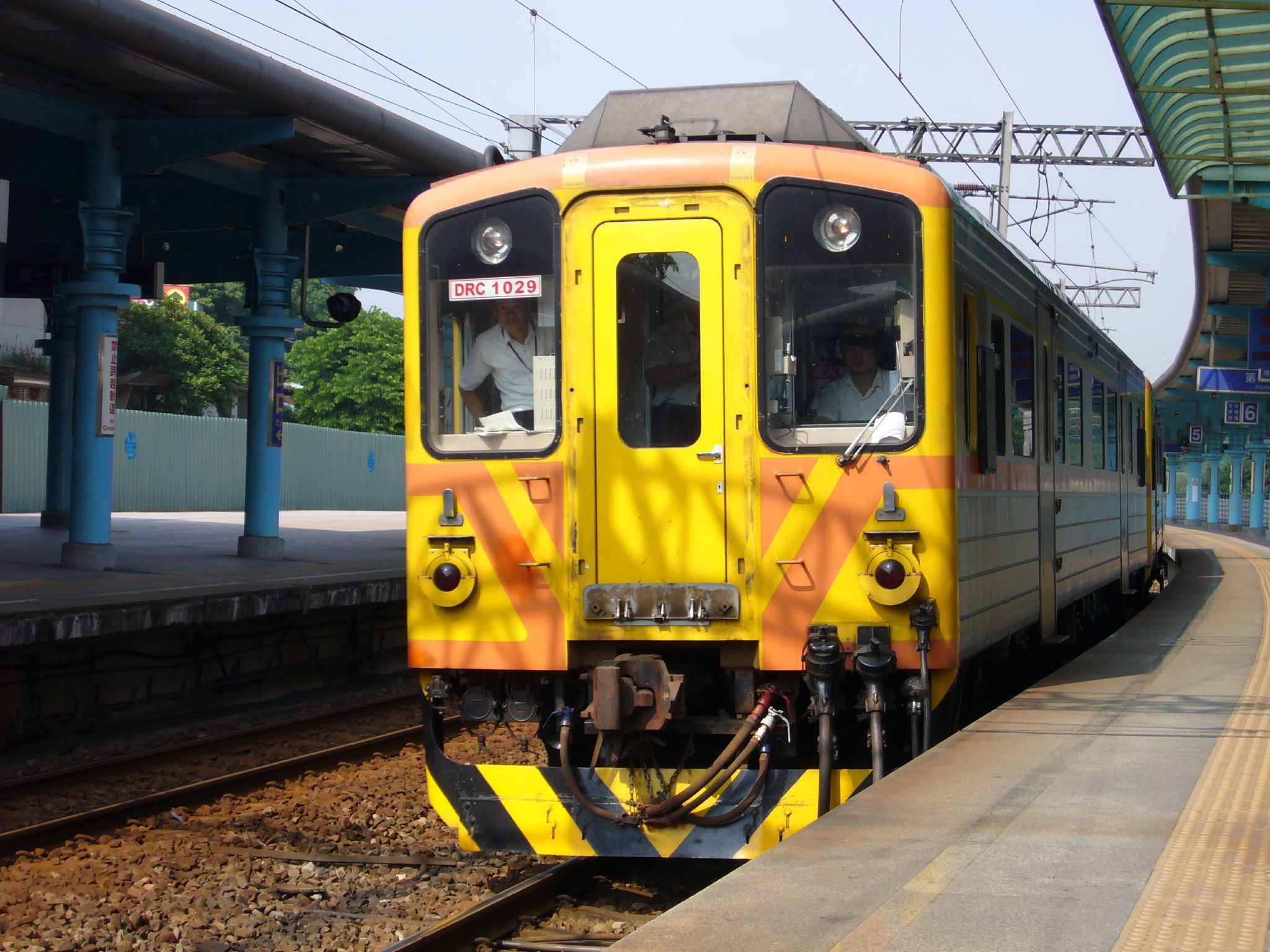
DRC1029
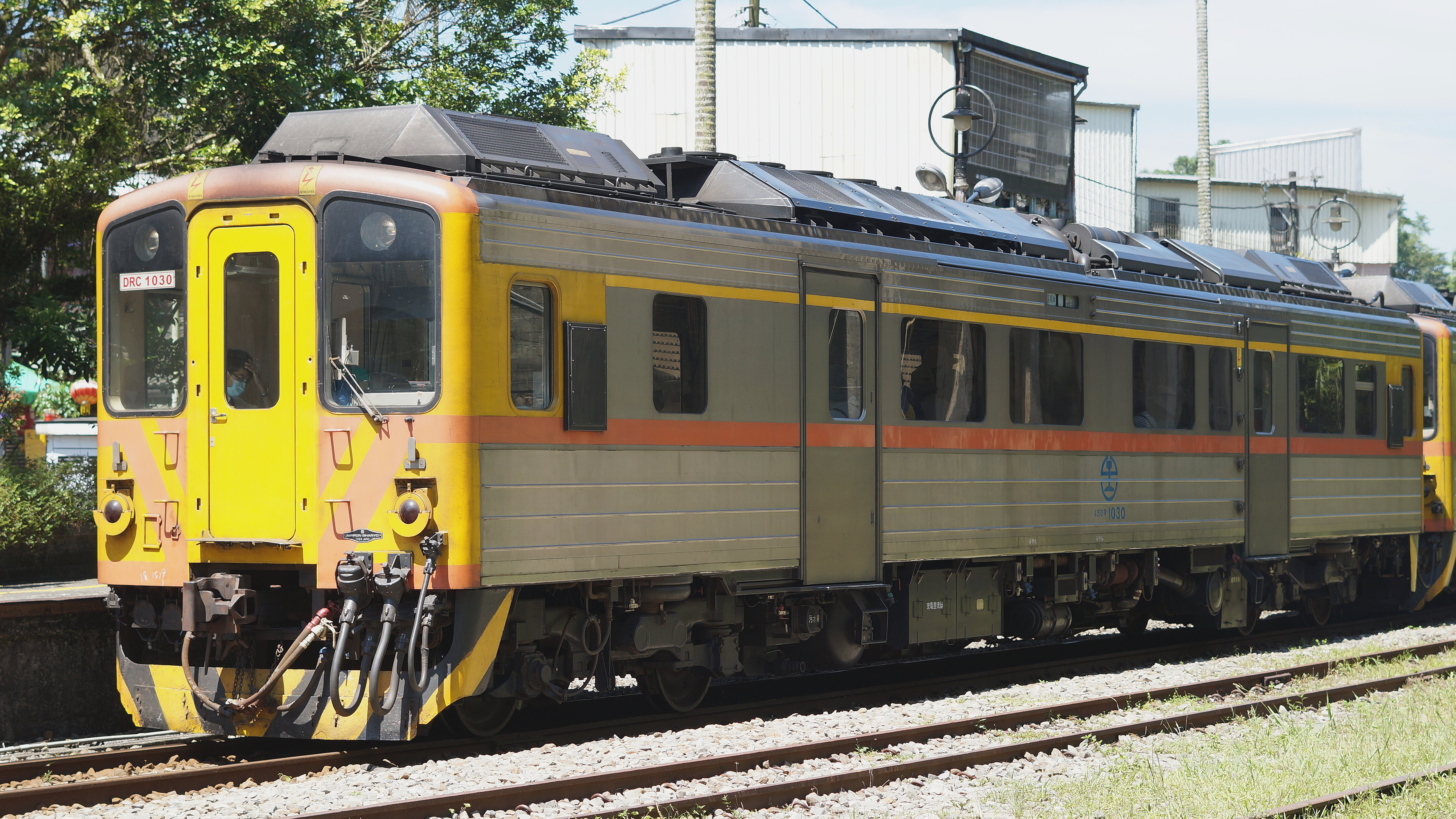
DRC1030
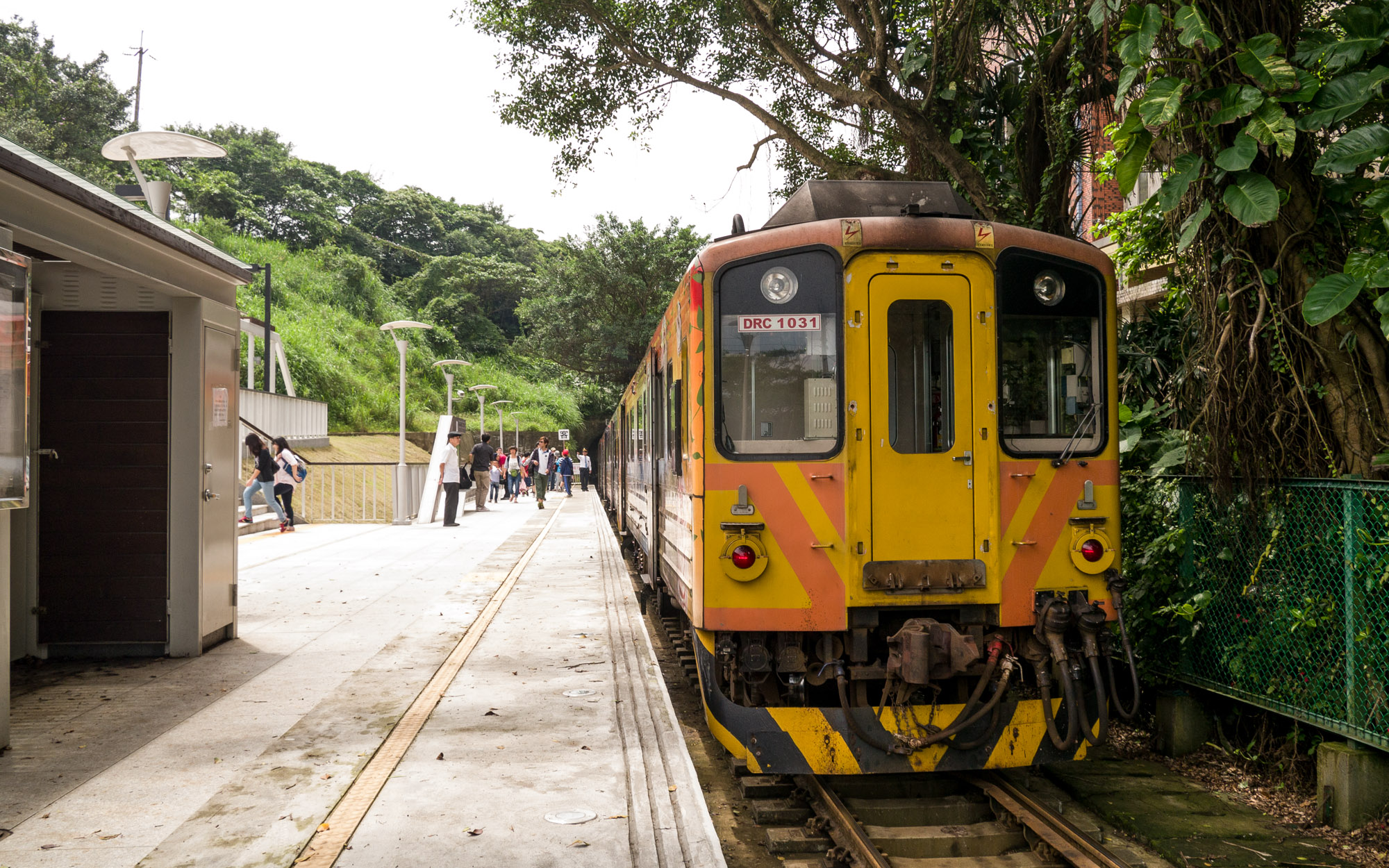
DRC1031
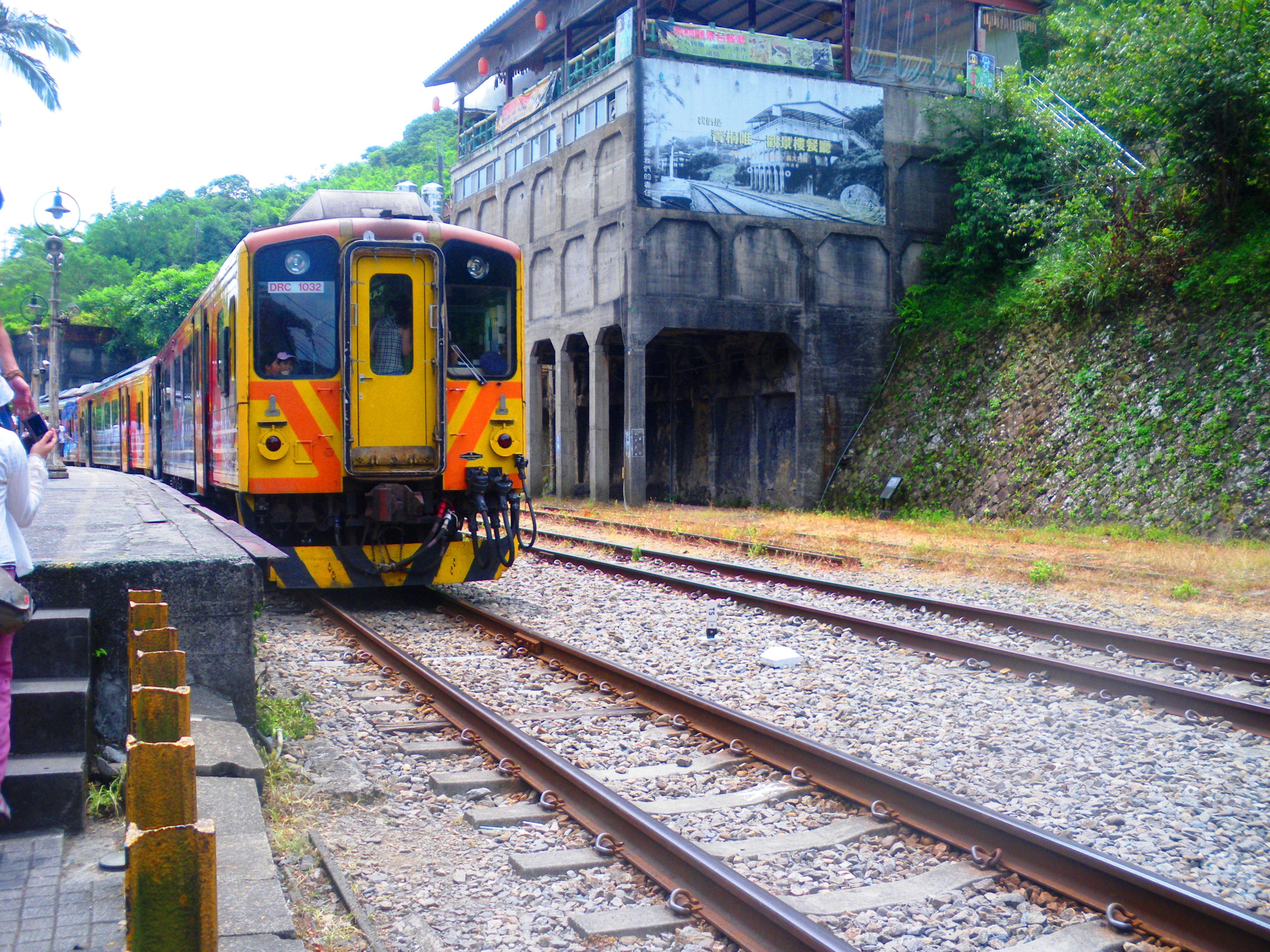
DRC1032
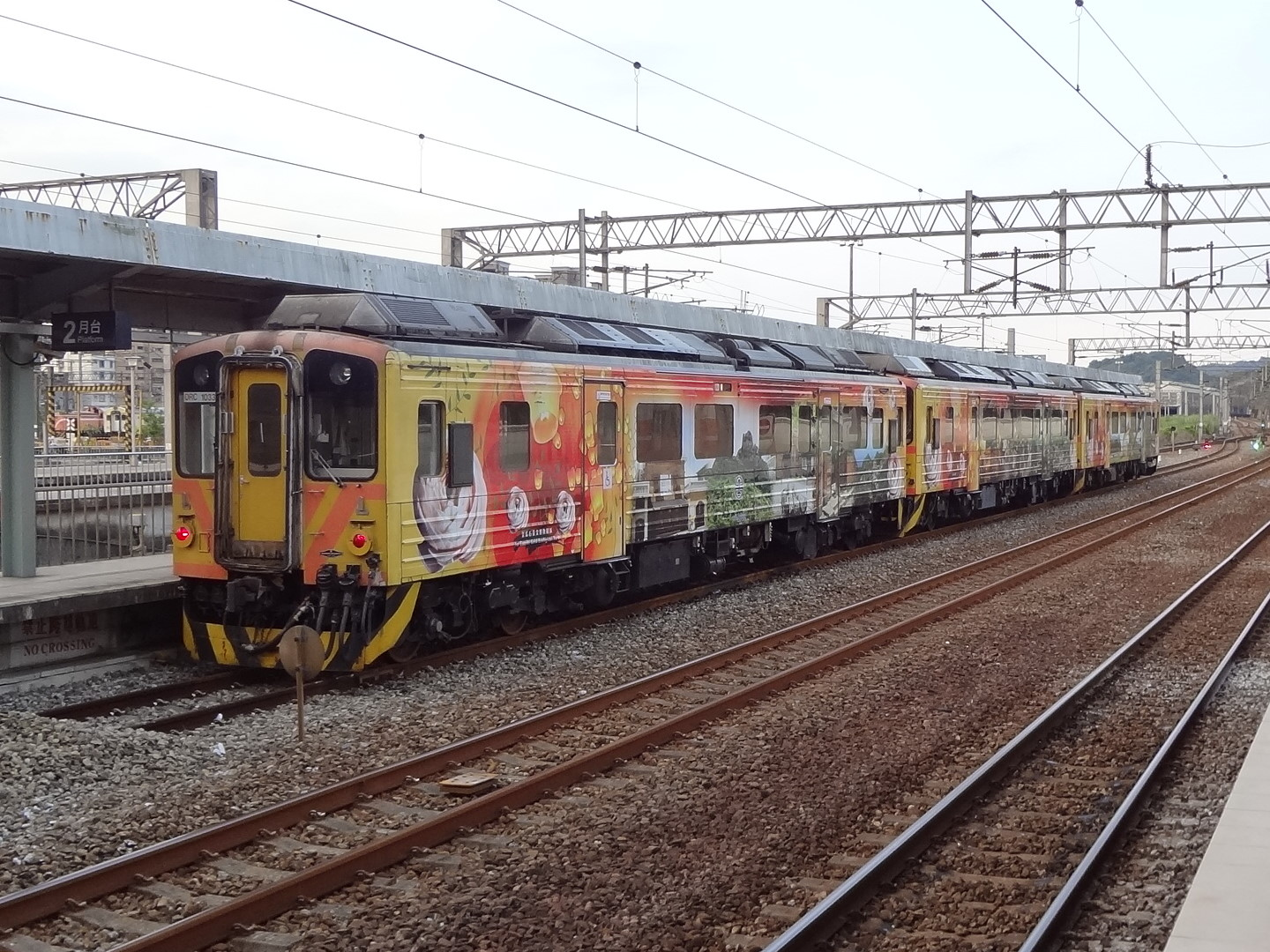
DRC1033
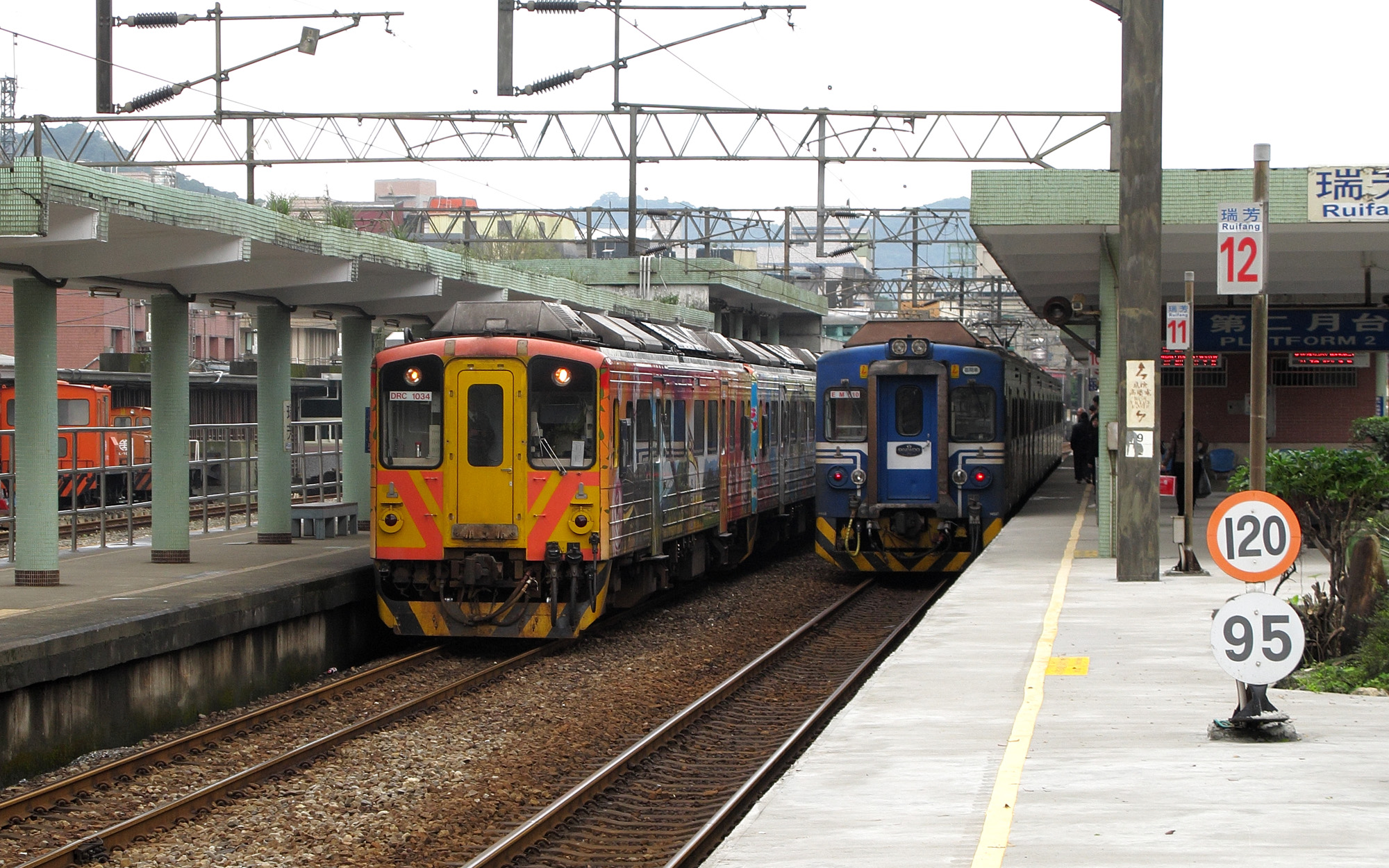
DRC1034
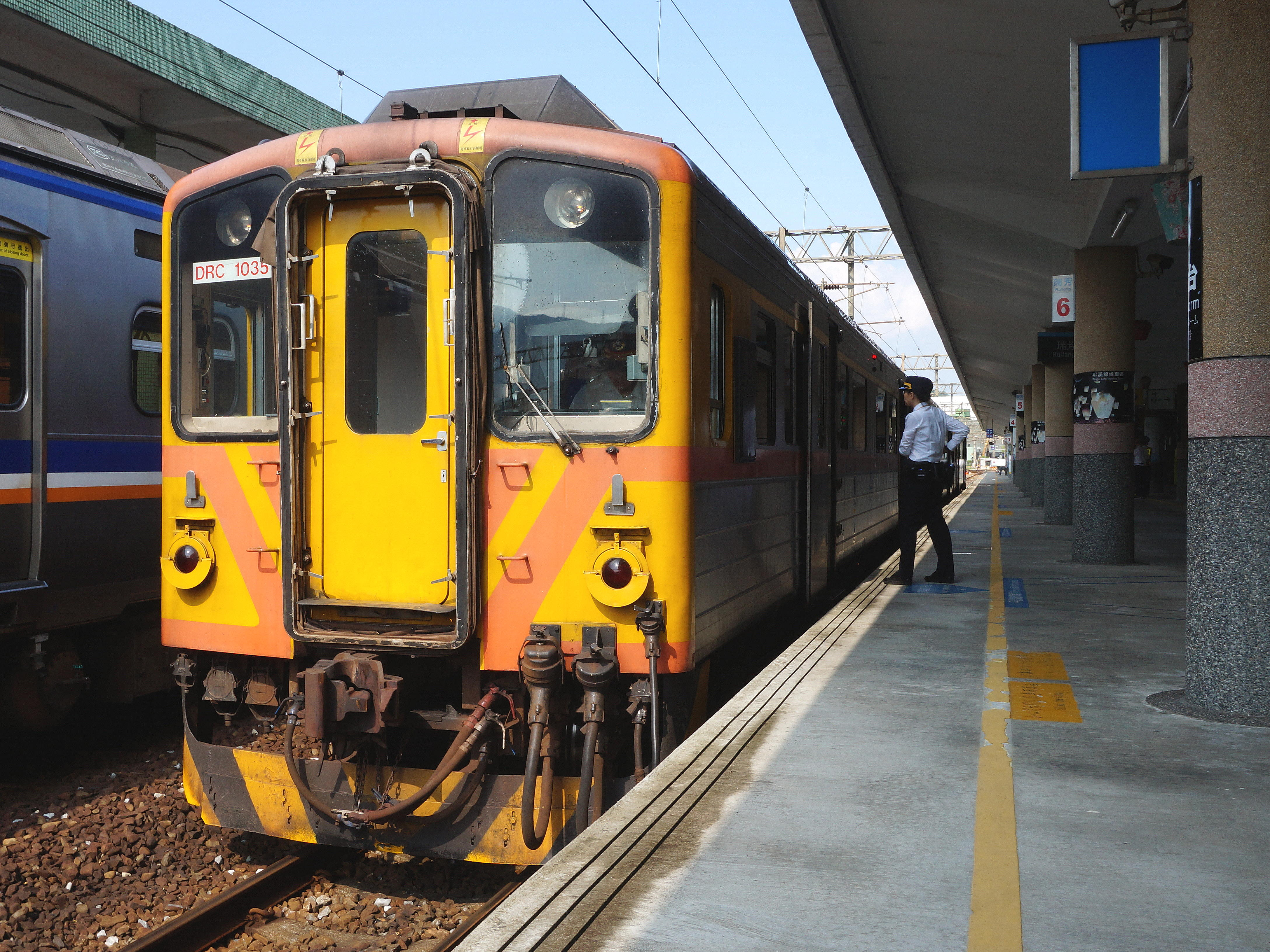
DRC1035
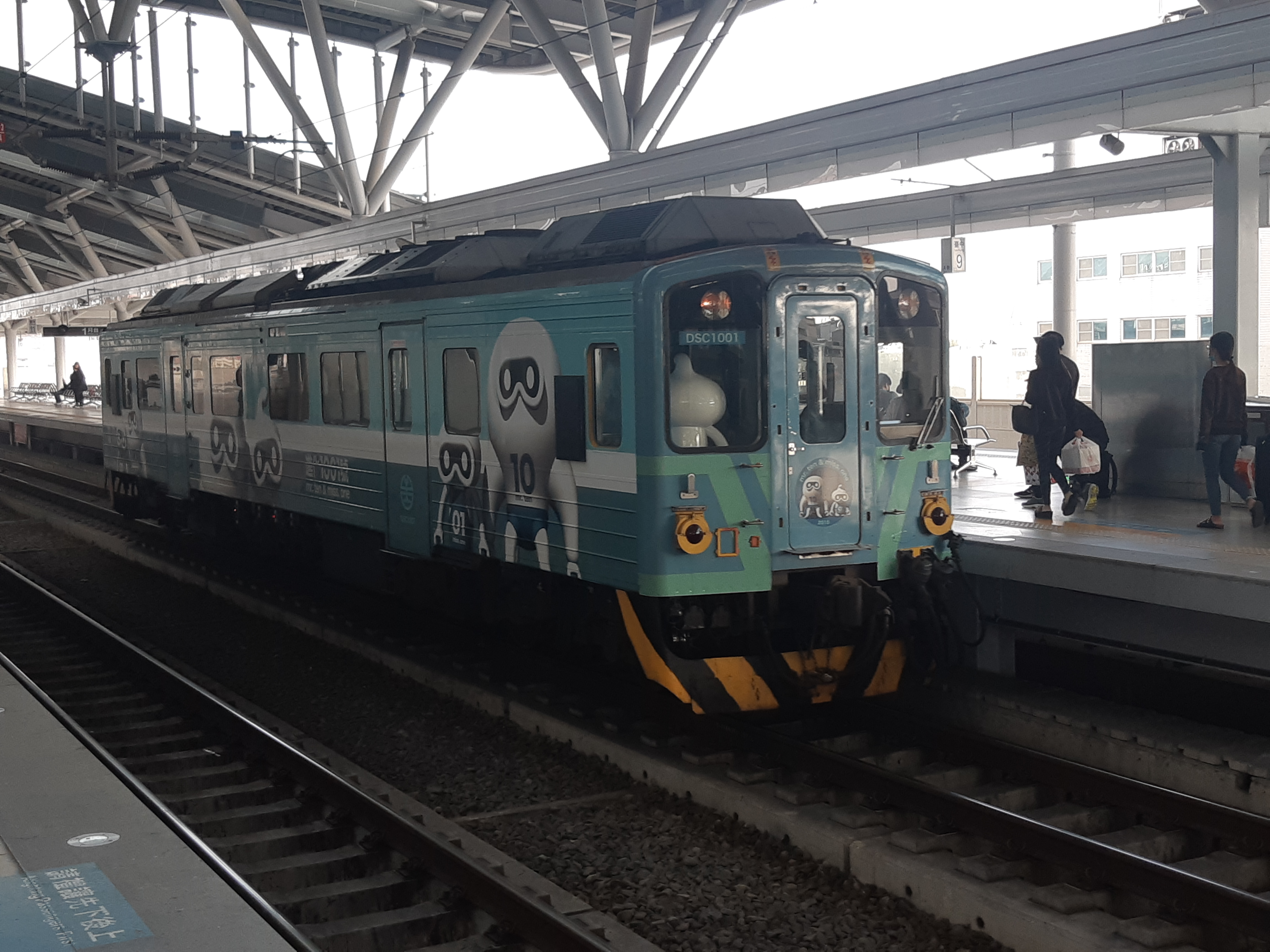
DSC1001(DRC1036)
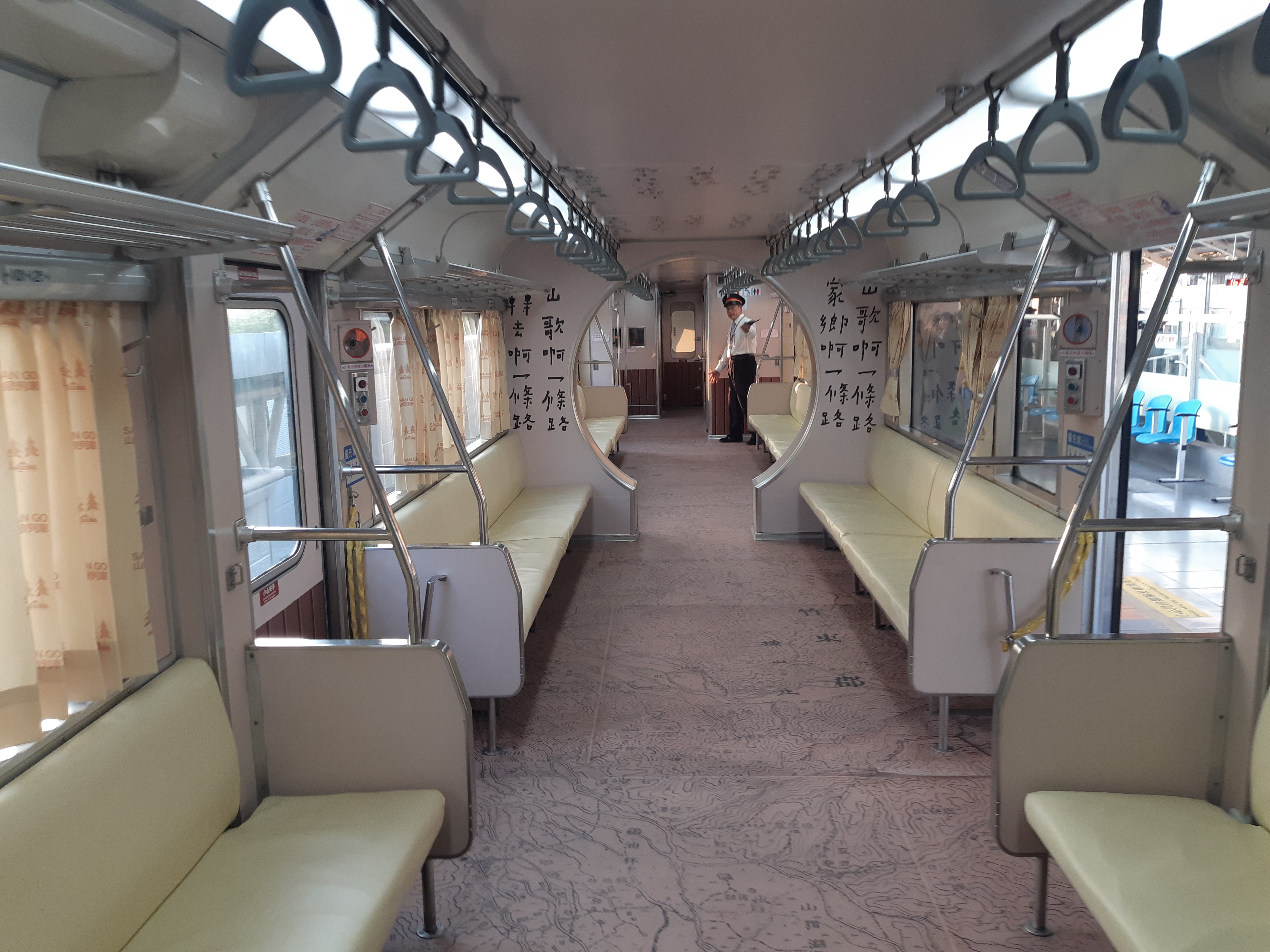
山歌彩繪車內裝
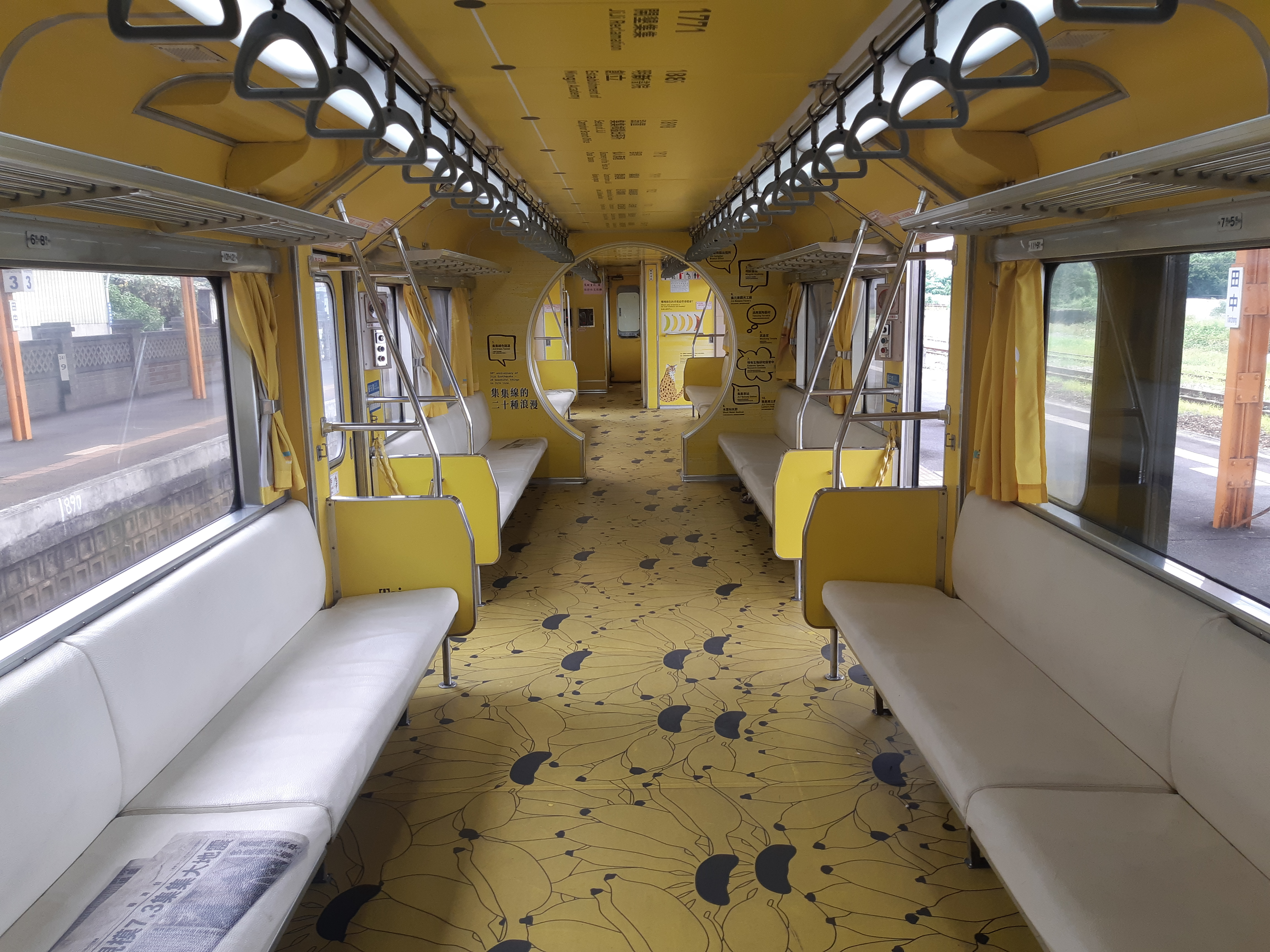
集集石虎彩繪車內裝
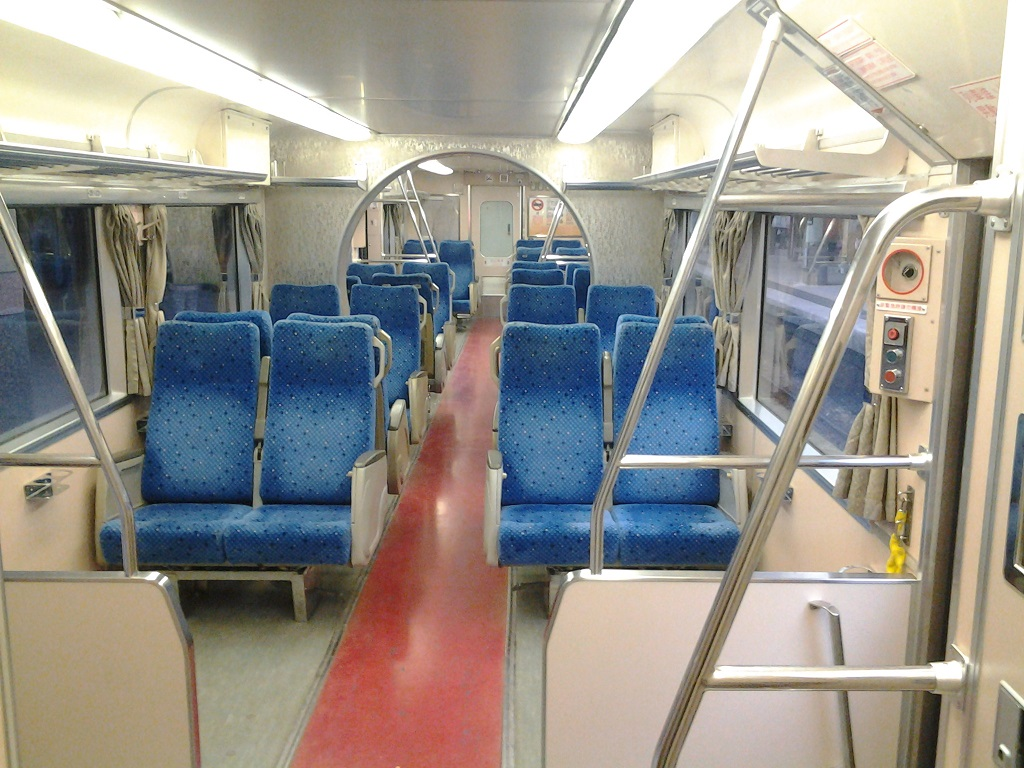
採用坐臥兩用椅配置的DRC1035號內裝(已改裝為長條椅)
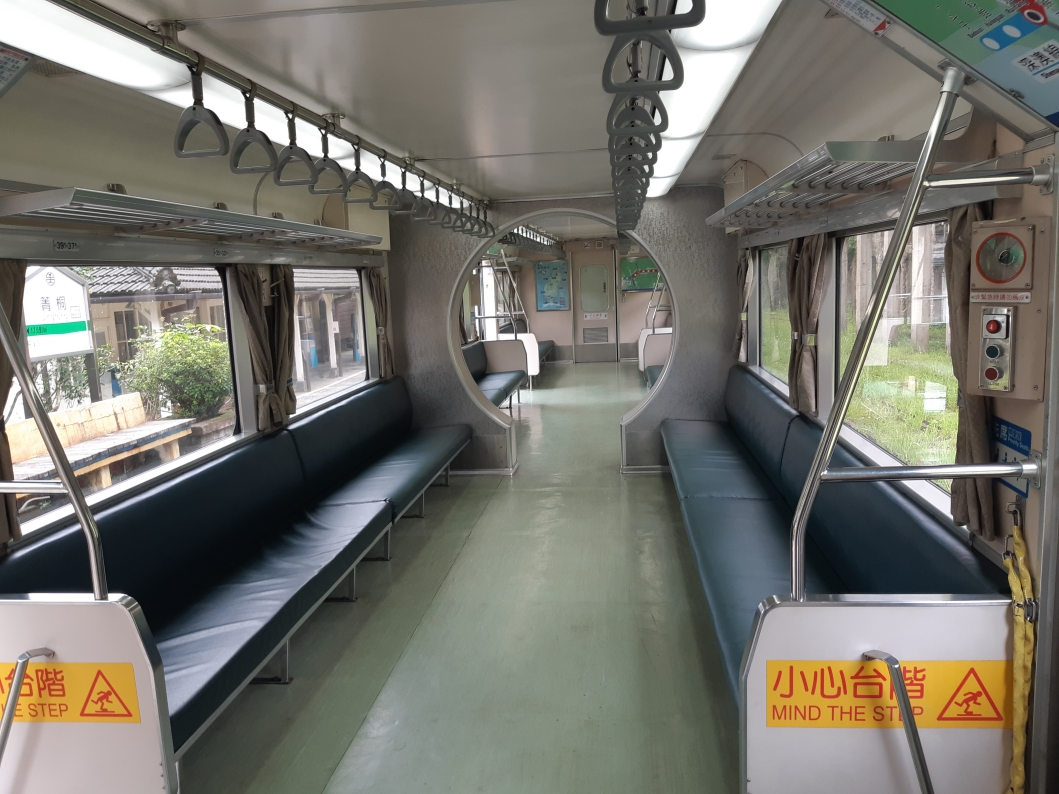
改成長條椅後的45DR1000型內裝

## 關連項目
- 區間車
- 區間快車
- 自強號
- 不銹鋼製鐵道車輛清單

## 外部連結
- Train Collection-台鐵DR1000型柴油客車
- 臺灣鐵路管理局-車種介紹 冷氣柴客